# 中国载人航天工程
中国载人航天工程是中华人民共和国的载人航天工程，于1992年9月21日启动，又名“921工程”，初步工程的目标可用“三步走” 来描述：
1. 第一步，发射载人飞船，建成初步配套的试验性载人飞船工程，开展空间应用实验；
2. 第二步，突破航天员出舱活动技术、空间飞行器的交会对接技术，发射空间实验室，解决有一定规模的、短期有人照料的空间应用问题；
3. 第三步，建造空间站，解决有较大规模的、长期有人照料的空间应用问题。

中国载人航天工程是中华人民共和国历史乃至整個中國歷史上参与规模最大、系统组成最复杂、技术难度最高、协调面最广的国家重大工程，工程的成功实施使中国自2003年起成为继前苏联/俄罗斯和美国之后第三个独立掌握载人航天能力的国家，并逐步进化至舱外活动、空间交会对接和空间站建造与运营。自1999年神舟一号发射至今，中国载人航天工程已完成34次重大飞行任务，全部取得成功，并保持着航天员零伤亡的记录。
目前，中国现役的所有第一、二批共16名航天员皆已全部进入过太空，作为“三步走”收官之作的天宫空间站已于2022年底完成三舱基本构型在轨组装，并于2023年转入常态化运营模式，国际合作项目载荷也将陆续进入空间站开展实验。与此同时，处在训练状态中的第三批航天员從2023年开始执行空间站任务，第四批航天员也已开始训练。

## 背景
1961年4月12日，苏联发射了世界上第一艘载人飞船东方一号，加加林成为第一名进入太空的人类，消息对中华人民共和国航天事业产生了刺激。1963年，中国科学院成立了星际航行委员会，正式对载人航天飞行开始理论研究。
1964年7月19日，中国第一枚生物火箭T-7A从广德火箭发射场成功发射，将八只大白鼠送上80千米的高空。1966年7月15日，T-7A又将一只名为“小豹”的小公狗作为首位大型动物乘客送入离地面近百千米的高空。此系列活动为中国首批进行的高空生物学和医学的科学试验，为航天医学积累了宝贵的经验。
1967年，中央专门委员会委托中国科学院、军事医学科学院和中国医学科学院共同拟定了“载人宇宙航行规划”中的医学生物部分，目标是在1973至1975年间发射第一艘载人宇宙飞船，这是中国第一次正式把载人航天列入航天发射的规划之中。
根据钱学森的建议，1968年4月1日，代号“507研究所”的宇宙医学及工程研究院宣告成立，此机构负责航天员的生命保障、医学监督保障及航天员的选拔训练，是后来的中国航天员科研训练中心的前身，标志着中国载人航天事业的实质性起步。
1970年7月14日，中国共产党中央委员会主席毛泽东圈阅了钱学森呈交的发展载人航天的报告，同意进行中国首艘载人飞船“曙光一号”的研发，该项工程即被命名为“714工程”。曙光一号的设计外观类似美国双子座飞船，为两舱式，产出了设计草图和全尺寸模型。与此同时，19名空军飞行员被秘密选拔出来成为待训航天员的候选人。但很快，由于九一三事件的发生以及国家综合国力过于薄弱，714工程于1971年被下令暂停并最终取消。

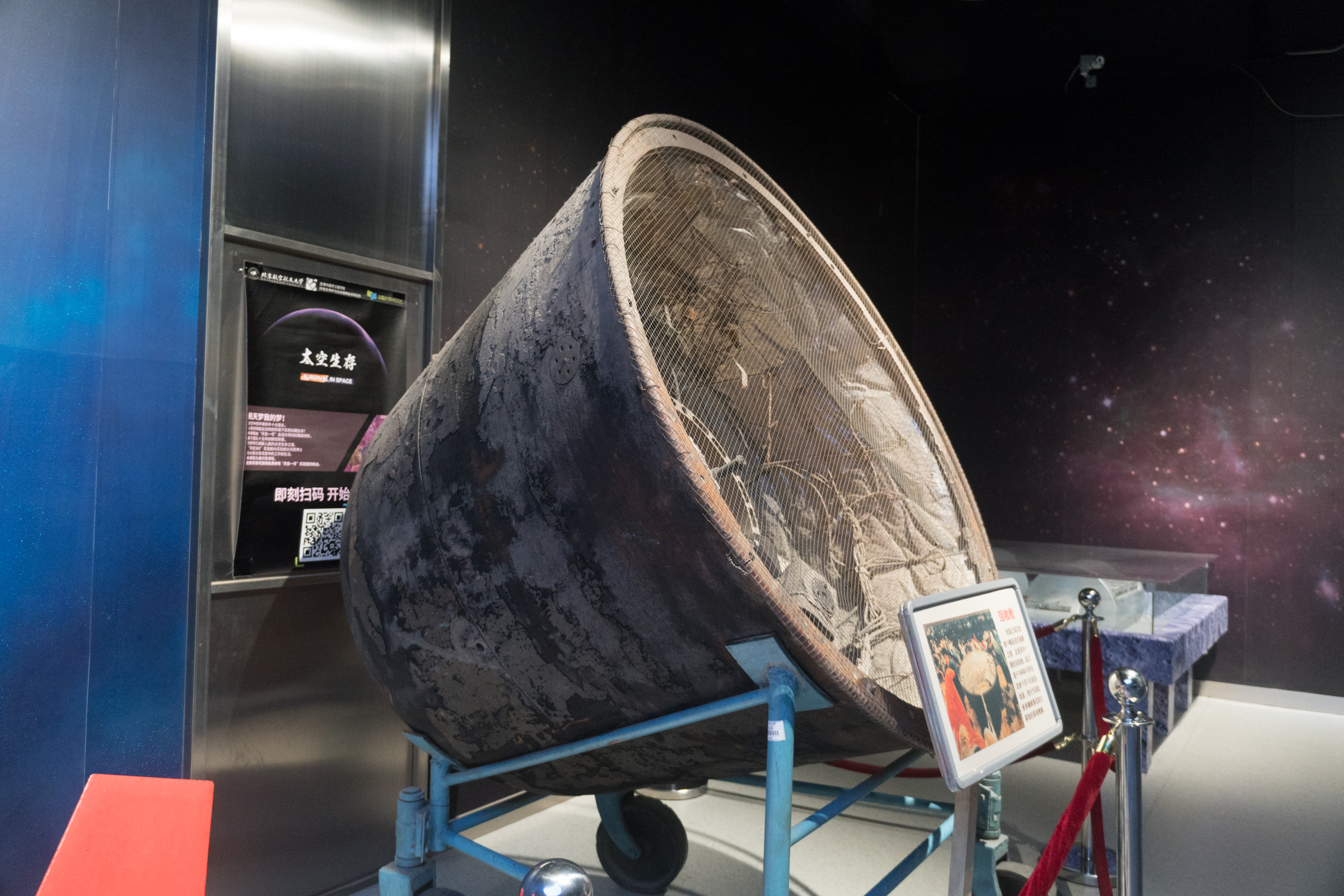
中国返回式卫星回收舱

714工程的下马证明了载人航天的复杂性与高难度，为了达成载人航天的目标，中国必须先从返回式卫星开始积累相关的技术经验。1975年11月26日，长征二号运载火箭成功发射中国首颗返回式卫星，卫星在轨运行3天，绕地球47圈后，于11月29日按预定计划成功回收。中国成为第一个首次发射返回式卫星就在本国国土上成功回收卫星的国家，也成为了继苏联和美国之后第三个掌握卫星返回技术的国家，意味着中国已攻克了卫星变轨、再入大气层、放热和回收等关键技术。
进入20世纪80年代，随着美国和其他发达国家的“星球大战”等一系列高科技发展计划的提出，世界面临着新的高科技竞争。为了顺应这一潮流，1986年3月3日，王大珩、王淦昌、杨嘉墀、陈芳允四位科学家向中央提出了全面追踪世界高科技的发展和制定中国发展高科技计划的建议和设想。经过中共中央顾问委员会主任兼中央军委主席邓小平批示，中华人民共和国国务院批准了《国家高技术研究发展计划纲要》，根据提出的时间将其命名为863计划。863计划包含了七大领域，其中航天技术位列第二，获国家拨款50亿元，主题项目是：大型运载火箭及天地往返运输系统、载人空间站系统及其应用。1987年2月，863计划航天专家委员会成立，围绕载人航天的发展方向展开了讨论，争论焦点在于应该发展载人飞船还是航天飞机。由于当时中国经济和技术实力不足以支持航天飞机的研发，载人飞船方案得到了钱学森和王希季等专家的支持，并最终成为了未来载人航天运输工具的获选方案。
1990年12月，航空航天部成立了载人航天工程领导小组，任新民担任首席顾问。1991年3月15日，任新民向中共中央政治局常委、国务院总理李鹏汇报了中国载人航天为何要从载人飞船起步，并分析了中国研制飞船的技术基础和现实条件。根据这次汇报，航空航天部随即整理出了《航空航天重大情况(五)》报批件，上报中央领导。5天之后，中共中央办公厅秘书局给航空航天部转来了批示后的报批件，上面留下了刘华清、李鹏的先后批示以及江泽民的圈阅，时任中央军委副主席刘华清甚至批示的到：“当前财政实在困难，动用国库存的金子，每年出点也得幹！”。中央批示之后，中国载人飞船工程的论证和立项进入了快车道。
1991年4月初，航空航天部的联合论证组完成了《载人飞船工程实施方案》。11月，形成了《关于我国载人飞船工程立项的建议》。
1992年1月8日，李鹏主持召开了中央专门委员会第5次会议，专门研究中国载人航天问题。同时国防科学技术工业委员会开始正式组织对载人航天工程进行技术经济可行性论证。
1992年4月11日，国家科委在介绍《中长期科学技术发展纲要》时提到“8年以后，我国要把自己的宇航员送到太空”。第二天《解放日报》头版头条刊登了此消息，主题是《8年后，我国宇航员遨游太空》，副题是《2020年前建成天地往返运输系统及空间站》，这是中国载人航天工程的第一个新闻报道。
1992年8月，中央专委审议了航天专家王永志为载人航天项目支持起草的《技术经济可行性论证报告》，听取了工程各大系统的基本研制方案和后续的发展规划，并原则上同意了工程的实施。
1992年9月21日，中共中央总书记江泽民主持召开的中共中央政治局常委会会议讨论同意了专委会《关于开展我国载人飞船工程研制的请示》，正式批准了载人航天工程的实施，代号“921工程”，中国载人航天工程正式启动。

## 组织架构
中国载人航天工程按照行政、技术两条指挥线组织开展研制、建设工作，设中国载人航天工程总指挥、总设计师（简称“两总”）联席会议制度，两者的职责分别为：
- 总指挥：进度、经费的总负责人，负责协调各方资源保障项目的进行，由具有资源调动能力和指挥能力的领导担任。
- 总设计师：技术方面的组织指挥者和总负责人，由技术专家担任。

中国载人航天工程总指挥、总设计师联席会议研究决定中国载人航天工程实施过程中的重要问题，重大决策报国务院批准后实施。

### 历任“两总”

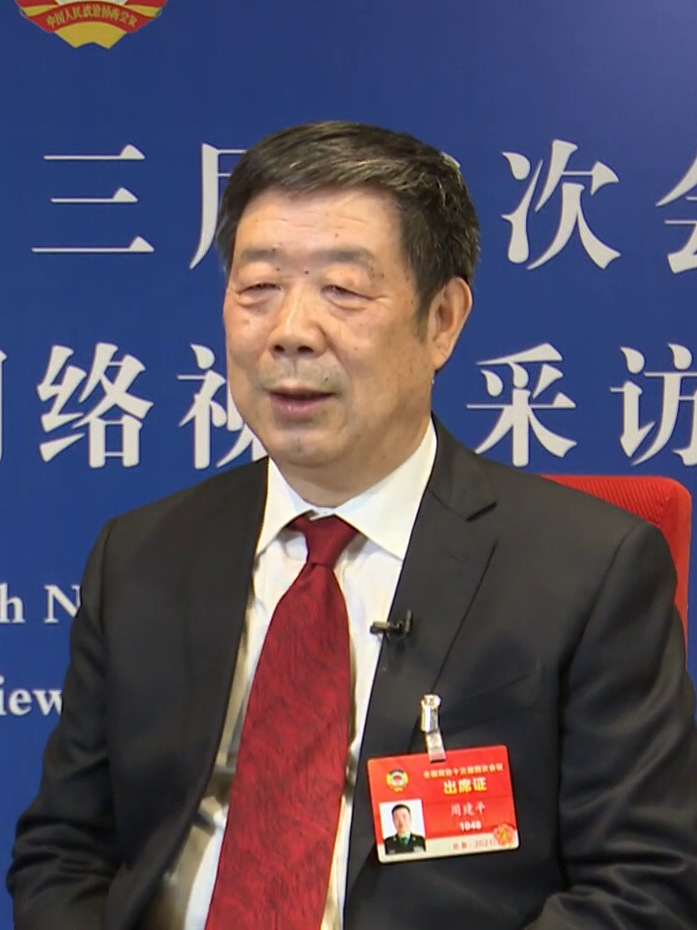
现任中国载人航天工程总设计师周建平

#### 中国载人航天工程总指挥
1. 丁衡高上将（1992年—1996年，中央军委委员、国防科工委主任）[18]
2. 曹刚川上将（1996年—2002年，中央军委委员、国防科工委主任，1998年改任中央军委委员、解放军总装备部部长）[18]
3. 李继耐上将（2002年—2007年，中央军委委员、解放军总装备部部长）[18]
4. 常万全上将（2007年—2012年，中央军委委员、解放军总装备部部长）
5. 张又侠上将（2012年—2017年，中央军委委员、解放军总装备部部长，2016年改任中央军委委员、中央军委装备发展部部长）
6. 李尚福上将（2017年—2022年，中央军委装备发展部部长）
7. 许学强空军上将（2022年—，中央军委装备发展部部长）

#### 中国载人航天工程总设计师
1. 王永志（1992年11月—2006年）[19]
2. 周建平（2006年—）[20]

中国载人航天工程实行专项管理机制，设“中国载人航天工程办公室”，代表中国政府行使管理职能。中国载人航天工程办公室隶属中央军事委员会装备发展部，是统一管理载人航天工程的专门机构和组织指挥部门，也是中国载人航天工程总指挥、总设计师和重大专项领导小组的办事机构。

### 系统组成

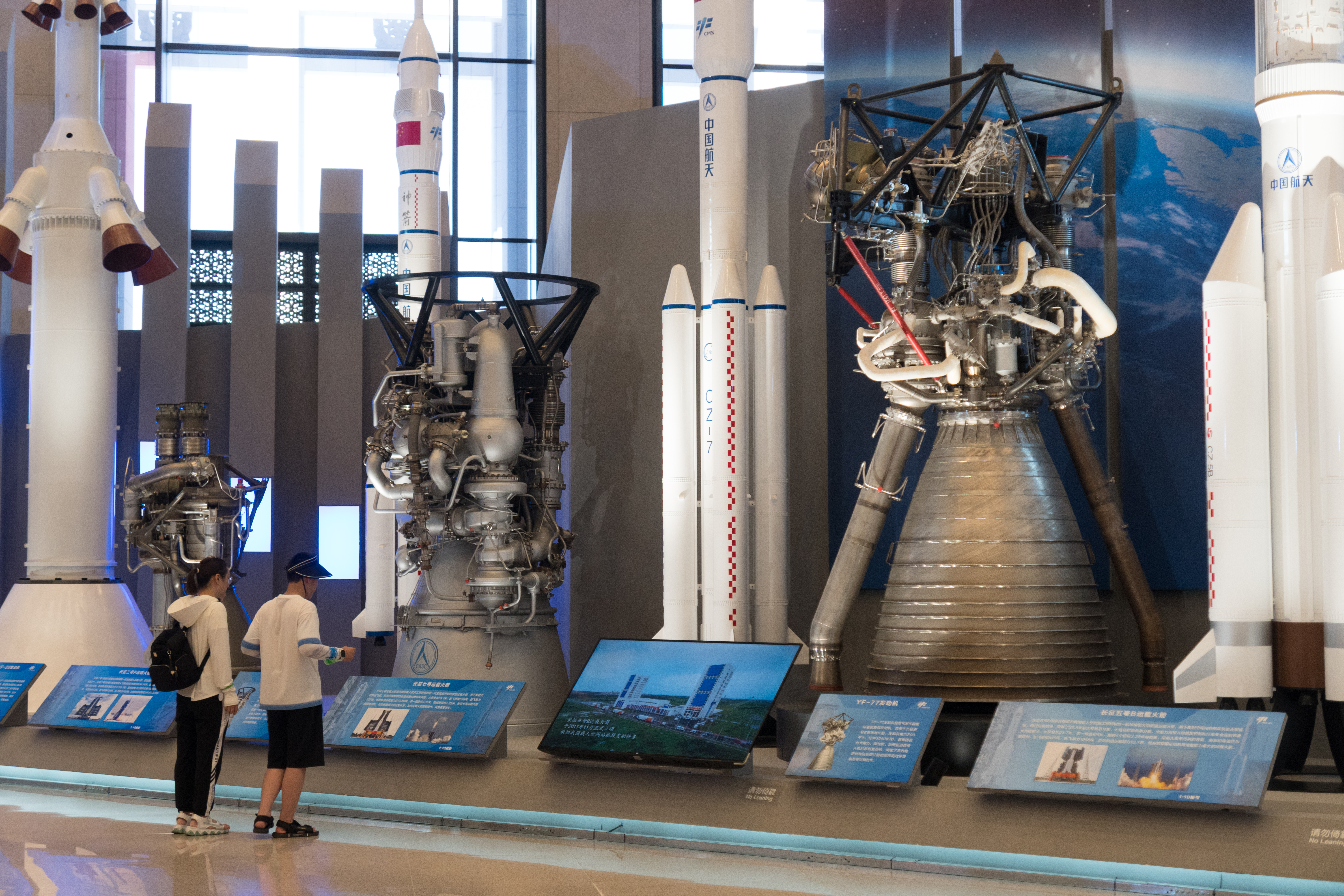
中国载人航天工程当前使用中的其中数款火箭模型与发动机实物

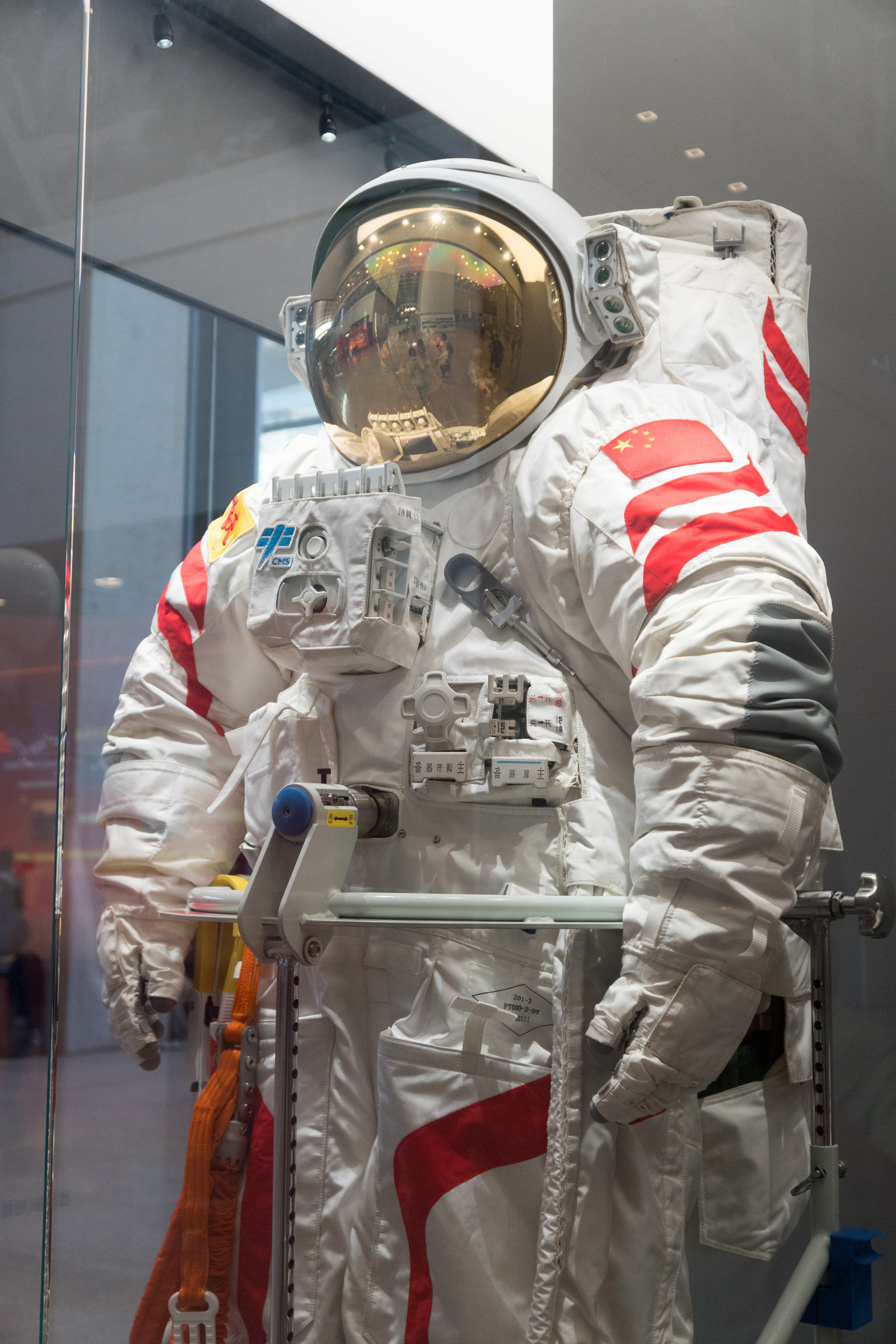
第二代飞天舱外航天服

中国载人航天工程立项时由工程总体和七大系统组成，各大系统分别设有总指挥和总设计师，如运载火箭系统总设计师刘竹生、航天员系统总指挥、总设计师宿双宁、着陆场系统总设计师赵军、飞船总设计师戚发轫、发射场系统的总设计师周建平、测控通信系统总设计师于志坚、工程空间应用系统总设计师顾逸东。
随着工程的进行，新的系统不断加入，当前的中国载人航天工程共由14个大系统组成：
- 航天员系统主要目标是保障航天员长期在轨健康生活和高效工作，是医学与工程相结合的系统，主体单位为中国航天员科研训练中心。[21]
- 空间应用系统主要负责载人航天工程的空间科学与应用研究，主体单位为中国科学院空间应用工程与技术中心。[22]
- 载人飞船系统主要任务是研制神舟载人飞船。[23]
- 货运飞船系统主要任务是研制天舟货运飞船。[24]
- 长征二号F运载火箭系统研制长征二号F运载火箭，用于发射载人飞船和空间实验室。[25]
- 长征七号运载火箭系统研制长征七号运载火箭，用于发射天舟货运飞船。[26]
- 长征五号B运载火箭系统研制长征五号B运载火箭，用于发射大型空间站舱段。[27]
- 酒泉发射场系统主要承担载人飞船和空间实验室的发射任务，是中国首个采用垂直总装、垂直测试、垂直转运的“三垂”模式的航天发射场[28][29]。
- 文昌发射场系统主要承担天宫空间站舱段和天舟货运飞船的发射任务。[30]
- 测控通信系统主要承担对火箭、航天器的飞行轨迹、姿态和工作状态的测量、监视与控制任务，提供与航天员进行视频和话音通信的通道，是航天器从起飞至寿命结束过程中天地联系的唯一手段。[31]
- 空间实验室系统研制空间实验室。空间实验室是空间站的雏形，用于验证及考核空间站建造相关关键技术。[32]
- 空间站系统的主要职能是负责天宫空间站的研制建设。天宫空间站是规模较大、长期有人参与的国家级太空实验室，可支持航天员长期在轨生活和工作，额定乘员3人，设计寿命10年。[33]
- 着陆场系统主要任务是为载人飞船返回舱选定安全的返回着陆场区，完成返回舱在返回着陆段的测控通信任务，搜索、寻找着陆后的返回舱，救援航天员，回收返回舱和有效载荷，并提供着陆场区的通信和气象保障服务。[34]
- 光学舱系统主要负责研制空间站“巡天”光学舱平台，可进行巡天及对地观测。[35]

## 发展历程
1992年9月21日，中国共产党第十三届中央政治局常务委员会第195次会议正式批准中国载人航天工程。根据规划，工程将按“三步走”发展战略实施：
1. 第一步，发射载人飞船，建成初步配套的试验性载人飞船工程，开展空间应用实验；
2. 第二步，突破航天员出舱活动技术、空间飞行器的交会对接技术，发射空间实验室，解决有一定规模的、短期有人照料的空间应用问题；
3. 第三步，建造空间站，解决有较大规模的、长期有人照料的空间应用问题。

### 第一步
该阶段为1992-2005年，中国通过先后发射无人和有人飞船实现了独立载人航天。

#### 初期建设与研制

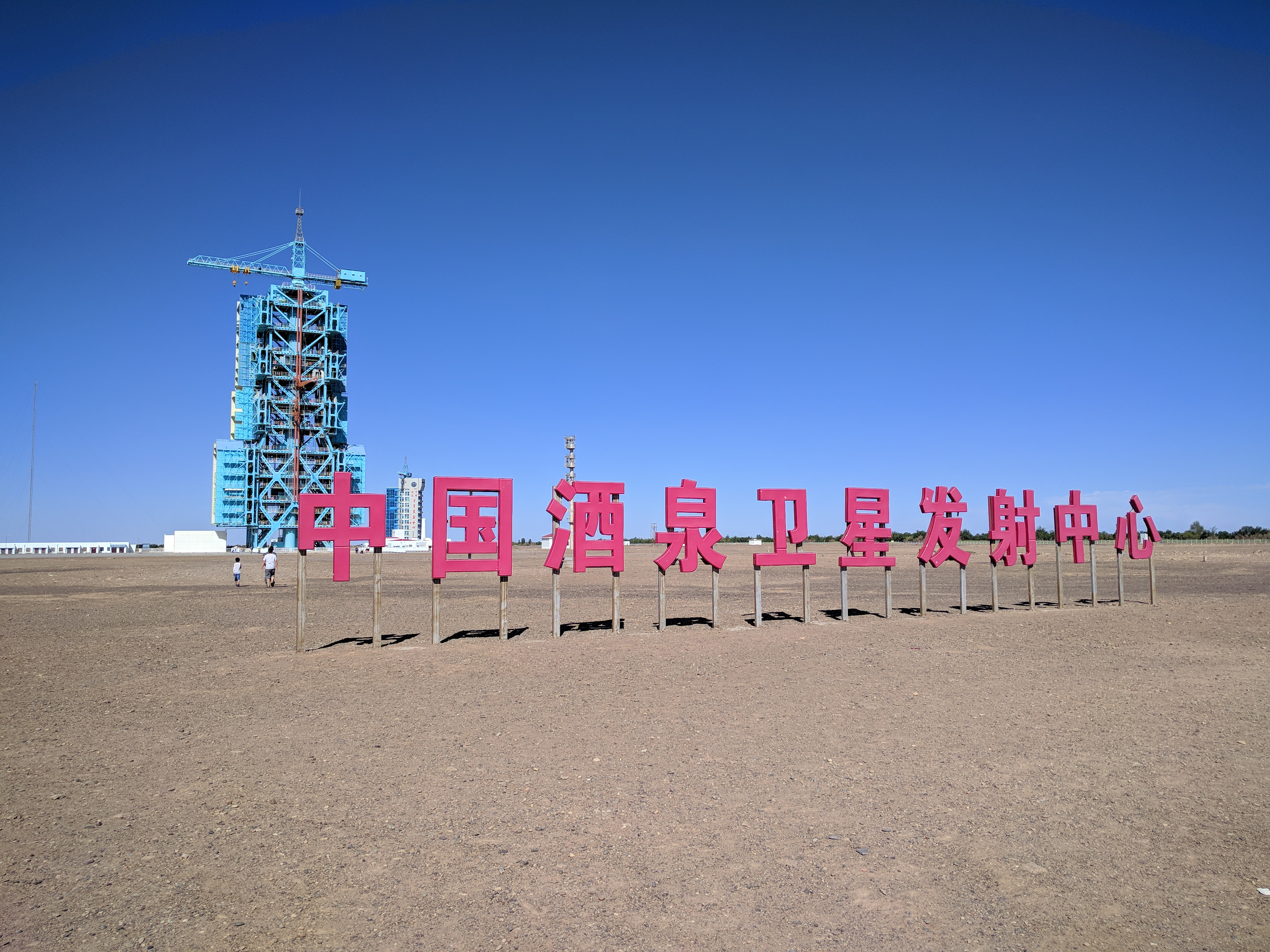
酒泉卫星发射中心，左侧近处的建筑即为用作载人航天发射的921发射塔架。

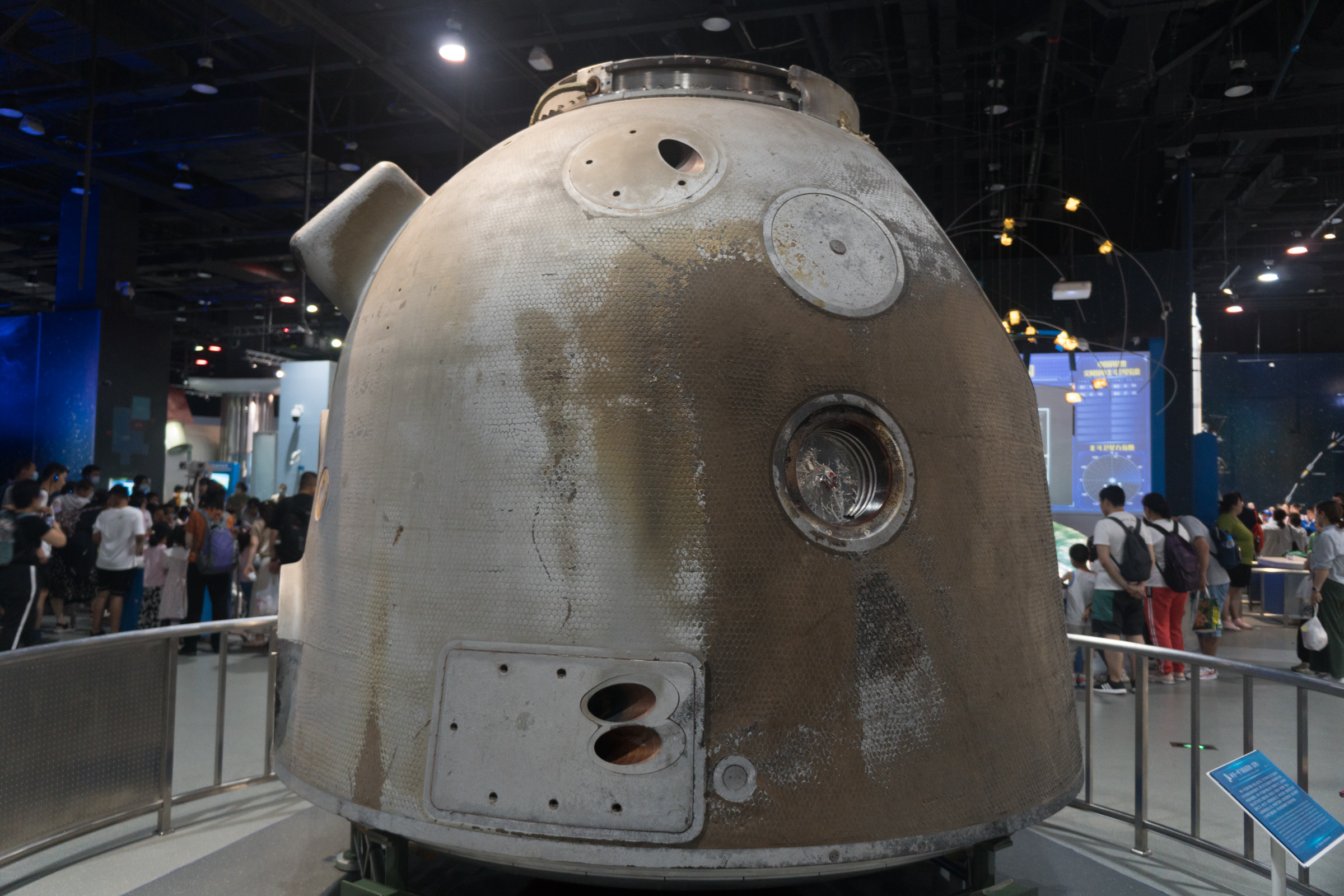
神舟一号返回舱，现藏于中国科学技术馆

1992年9月，中国首枚载人火箭长征二号F运载火箭开始方案论证。
1994年4月，集中了九十年代科学技术精华的中国第二代远洋航天测量船远望三号下水。
1994年5月，长征二号F运载火箭进入研制阶段。
1994年7月3日，中国载人航天发射场在酒泉卫星发射中心奠基，这是中国首个采用垂直总装、垂直测试、垂直转运的“三垂”模式的现代化航天发射场。
1994年12月，载人航天火箭发动机的第一次试车获得成功。
1995年6月，载人飞船从设计阶段进入到工程实施的初样研制阶段。
1995年12月，作为中国航天测控网核心的北京航天指挥控制中心挂牌成立，各分系统开始建设。
1996年，有关部门从空军飞行员中按照预备航天员的标准，挑选了两人赴俄罗斯加加林航天中心进行培训，两人只用了一年时间就完成了原本需要四年时间完成的全部课程。1997年4月，在载人航天工程指挥部的直接领导下，来自全国各大医院的著名专家们经过反复研究和挑选，建议录取20名候选者中的12人为预备航天员。1998年1月5日，由之前录取的12人连同两名从俄罗斯培训归来的飞行员共14名预备航天员组成的中国人民解放军航天员大队在北京航天城成立。
1998年，具有国际先进水平的载人航天发射场在酒泉卫星发射中心竣工。
1998年10月19日，中国运载火箭技术研究院与中国空间技术研究院联合进行了首次零高度逃逸救生飞行试验，逃逸飞行器在逃逸指令发出后带着返回舱从发射阵地起飞，随后返回舱与逃逸飞行器分离并安全着陆，整个过程中各部件工作正常，试验获得成功，载人航天工程取得重要突破。
1998年11月，中国首个现代化飞行控制中心——北京航天指挥控制中心开始试运行。
中国载人航天工程立项之时，工程指挥部的目标是争取在1998年、确保在1999年进行中国第一艘无人飞船的首飞，即“争八保九”。由于到了1998年神舟飞船的许多产品还处在初样地面试验阶段，未能研制出可以上天的正样产品，为了兑现“争八保九”的承诺，工程总指挥部决定用地面试验的电性能船完成载人航天工程的首次飞行试验。
北京时间1999年11月20日06时30分，搭载了神舟一号试验载人飞船的长征二号F运载火箭在酒泉卫星发射中心载人航天发射场准时点火起飞。飞行约10分钟后，飞船与运载火箭成功分离，准确进入预定轨道。飞船按预定程序在轨运行14圈后，北京时间11月21日凌晨3时，地面指挥中心向飞船发出返回指令，随后，飞船建立返回姿态，制动发动机点火，飞船开始执行返回程序。返回舱于11月21日凌晨03时41分顺利降落在内蒙古苏尼特右旗赛汉塔拉主着陆场，神舟一号作为中国载人航天工程的首次飞行在太空中共飞行21小时，任务取得圆满成功。

#### 实现载人飞行

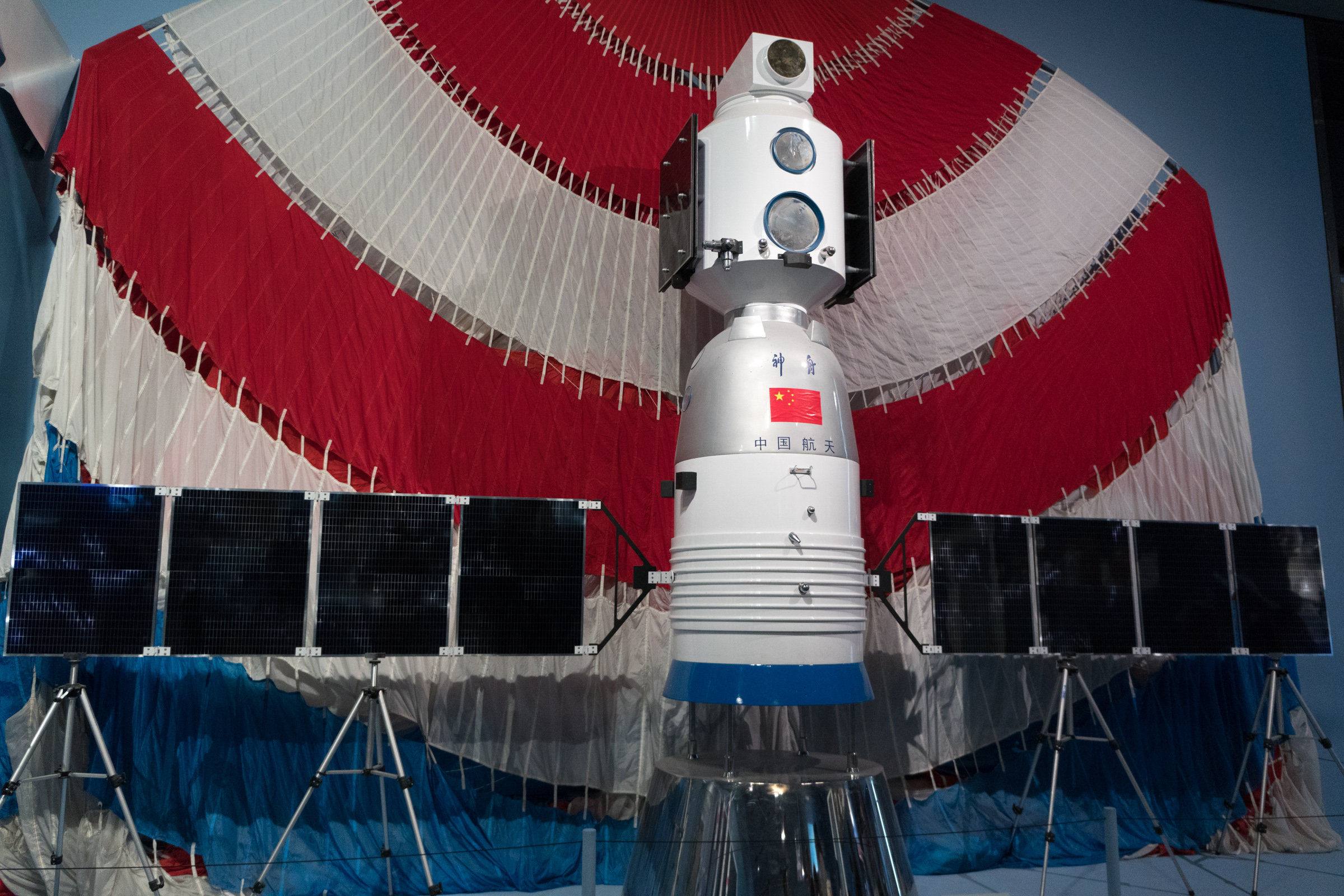
收藏于中国国家博物馆内的神舟五号载人飞船模型与该任务返回舱使用的降落伞

2001年1月10日1时0分，作为第一艘正样无人飞船的神舟二号在酒泉卫星发射中心发射升空，10分钟后成功进入预定轨道。飞船在轨道环绕地球108圈，在太空飞行近7天后于1月16日19时22分在内蒙古中部返回，但返回过程并未取得完全成功。
2002年3月25日22时15分，第二艘正样无人飞船神舟三号发射成功，与第二次飞行试验相比，主要是增加了逃逸和应急救生功能。神舟三号于4月1日16时51分在预定地点着陆，共飞行6天18小时，绕地球108圈。飞船技术状态与载人状态完全一致，全过程正常。
作为第三艘正样无人飞船以及载人飞行任务前的最后一次试验，神舟四号于2002年12月30日00时40分成功发射，于2003年1月5日19时16分着陆，共飞行6天18小时，绕地球108圈。这是历次无人飞行试验中技术要求最高、参试系统最全、难度最大的一次，且创造了中国航天史上低温发射的新纪录（-30℃），任务的成功为按计划实施首次载人航天飞行任务奠定了基础。。
2003年10月10日，新华社宣布中国将于10月15至17日间进行首次载人航天飞行。

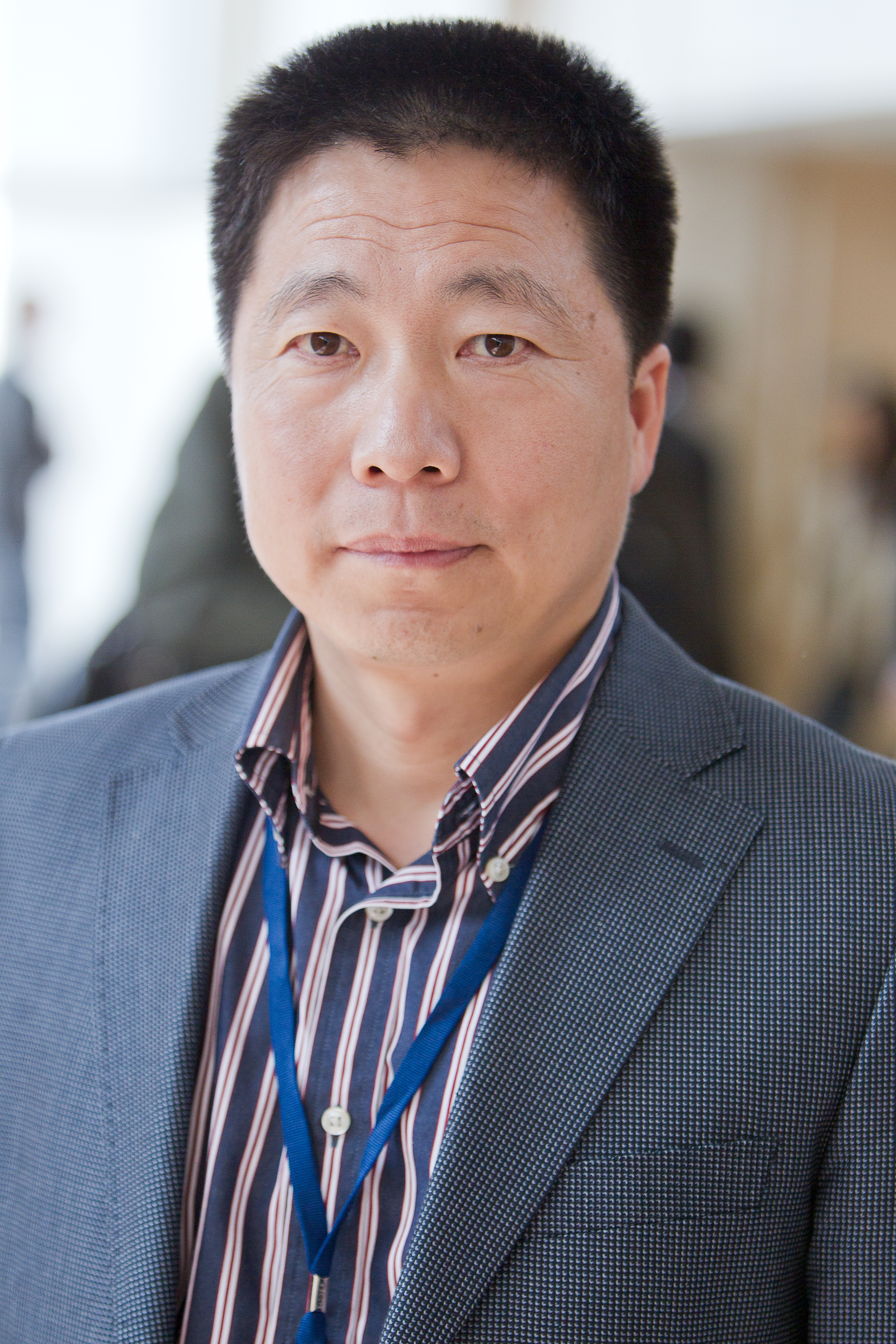
中国首位进入太空的航天员杨利伟

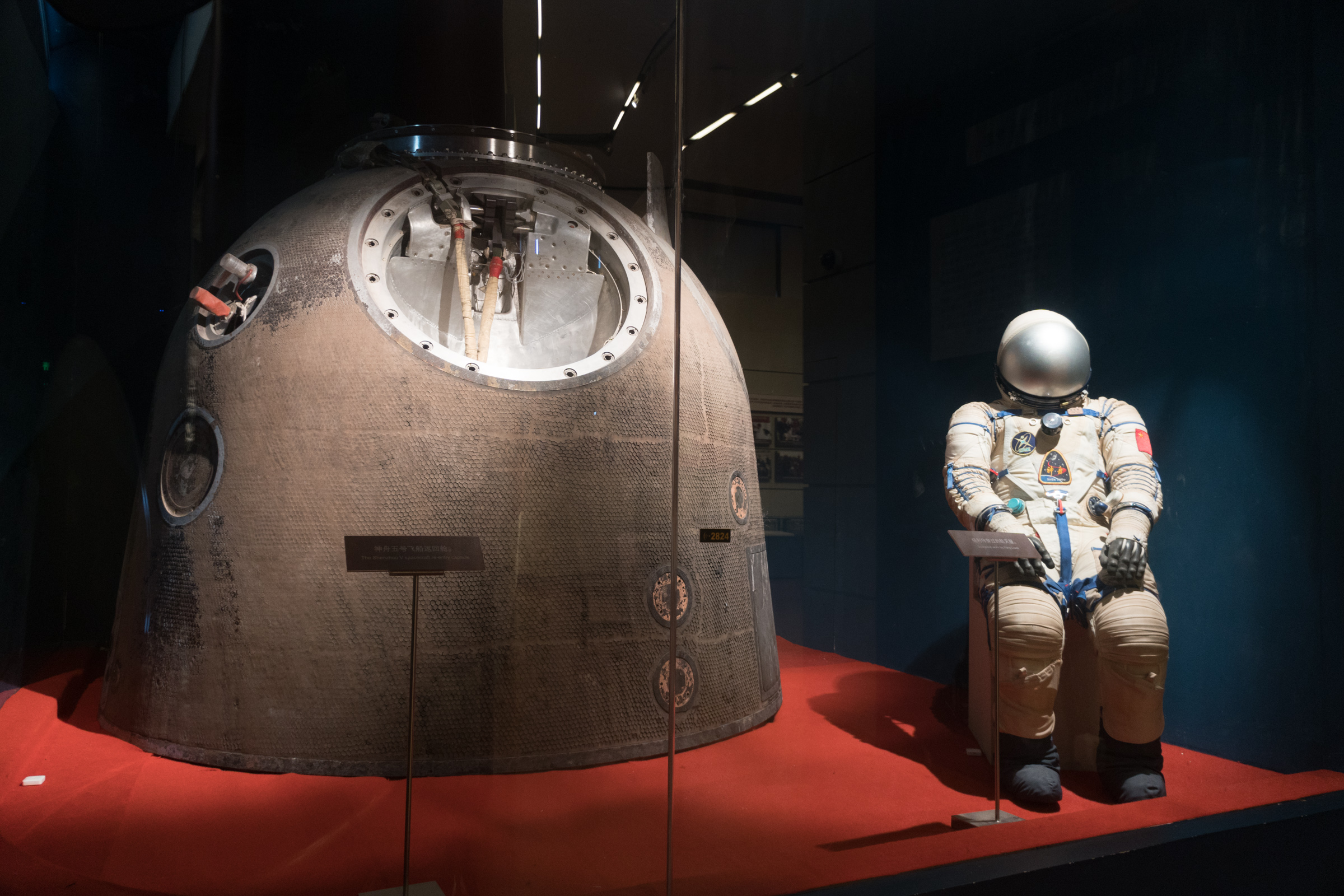
收藏于中国国家博物馆内的神舟五号返回舱与杨利伟所使用的航天服

10月14日16时，工程指挥部在会议上决定杨利伟为首飞航天员，翟志刚、聂海胜为候补航天员。
北京时间2003年10月15日09时00分，长征二号F遥五运载火箭在酒泉卫星发射中心载人航天发射场将搭载着航天员杨利伟的神舟五号发射升空。时任中共中央总书记、国家主席胡锦涛在发射前在酒泉卫星发射中心亲自为杨利伟送行并在现场观看了飞船的发射。9时10分左右，飞船进入预定轨道，杨利伟成为首位进入太空的中国人。在飞船飞行过程中，杨利伟展示了中国国旗和联合国旗并用中英文两种语言说：“和平利用太空，造福全人类。”除此之外，杨利伟还与时任国防部部长曹刚川以及妻儿先后进行了天地通话。16日5时35分，北京航天指挥控制中心成功向正在太空运行的神舟五号发送返回指令，飞船开始返回。10月16日6时23分，神舟五号在内蒙古主着陆场成功着陆，航天员杨利伟在飞行21小时23分、绕地球14圈后安全出舱，中国首次载人航天飞行获得圆满成功，中国成为继前苏联/俄罗斯和美国之后第三个独立掌握载人航天能力的国家。时任联合国秘书长科菲·安南于2003年10月15日和16日先后两次发表声明，祝贺神舟五号飞行成功。
2003年11月7日，中国首次载人航天飞行圆满成功大会在北京人民大会堂举行，时任中央军委主席江泽民向杨利伟授予“航天英雄”称号并颁发了“航天功勋奖章”。
尽管神舟五号完成了“单人单天”的载人飞行，但神舟飞船的性能尚需进一步的验证。2005年10月12日9时整，神舟六号搭载航天员费俊龙、聂海胜发射升空，飞船在轨运行5天后于10月17日4时33分内蒙古苏尼特右旗赛汉塔拉主着陆场安全着陆。此次任务是中国首次“多人多天”载人航天飞行任务，标志着中国完全掌握载人天地往返技术，中国载人航天工程的“第一步”胜利完成。

### 第二步

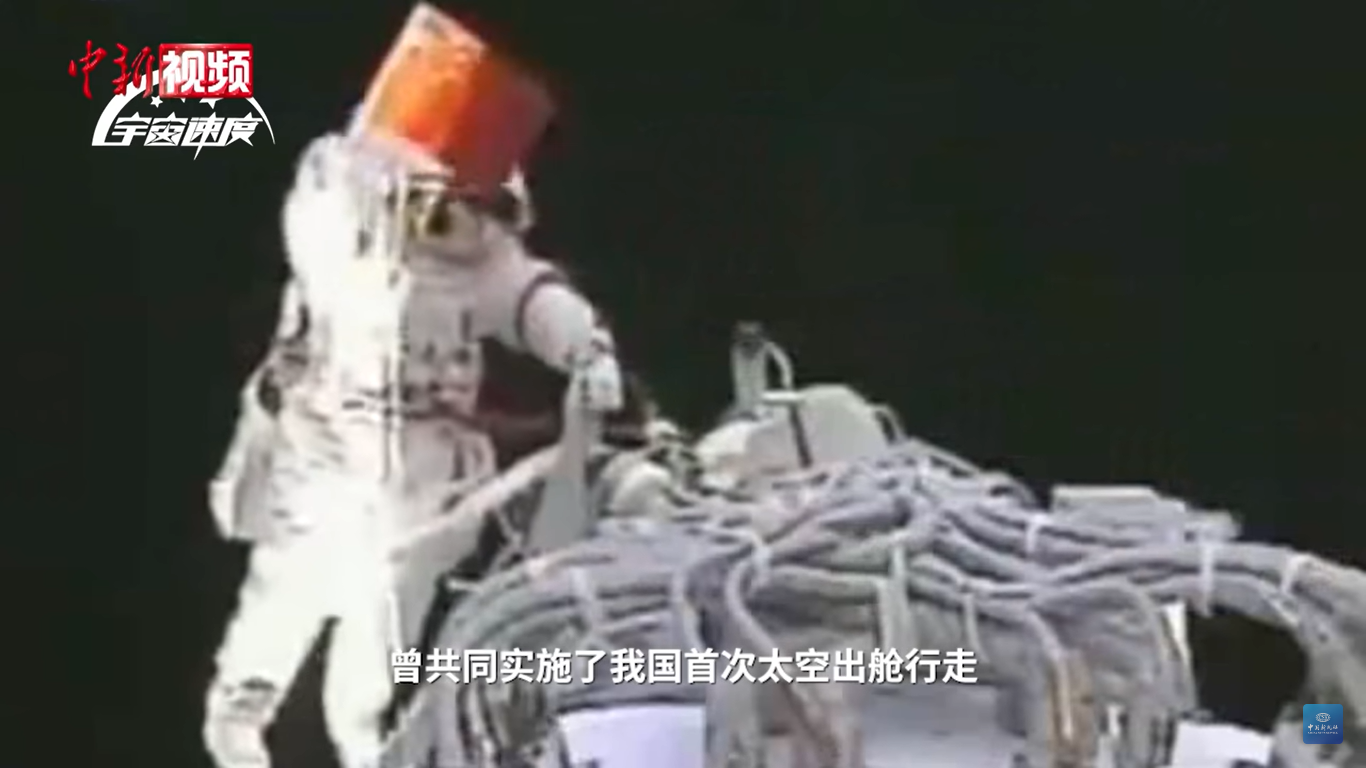
2008年翟志刚在神舟七号任务中完成了中国人的首次太空行走

2005-2017年间，中国载人航天工程通过多次任务取得了多项重大技术突破，为中国空间站的建造奠定了基础。

#### 出舱活动与空间交会对接
随着中国载人航天工程“第一步”的顺利完成，2005年2月，中央决策实施“第二步”的第一阶段任务，以实现载人航天三大关键技术中除天地往返外的另外两项：出舱活动和空间交会对接。
2008年9月25日至28日间，神舟七号任务成功执行，航天员翟志刚、刘伯明 和景海鹏进入太空并安全返回。其中在9月27日下午16时34分至17时00分间，翟志刚身着中国研制的“飞天”舱外航天服，与身着俄罗斯“海鹰”舱外航天服的刘伯明互相配合，成功实施了中国首次空间出舱活动。2008年11月7日，庆祝神舟七号载人航天飞行圆满成功大会在北京人民大会堂举行，时任中共中央总书记、国家主席、中央军委主席胡锦涛授予翟志刚“航天英雄”，刘伯明、景海鹏“英雄航天员”称号，并向三人颁发“航天功勋奖章”。
继第一批航天员之后，中国于2009年启动了第二批航天员的选拔工作。第二批航天员于2010年5月7日正式产生，共7人，包括5名男性与2名女性。

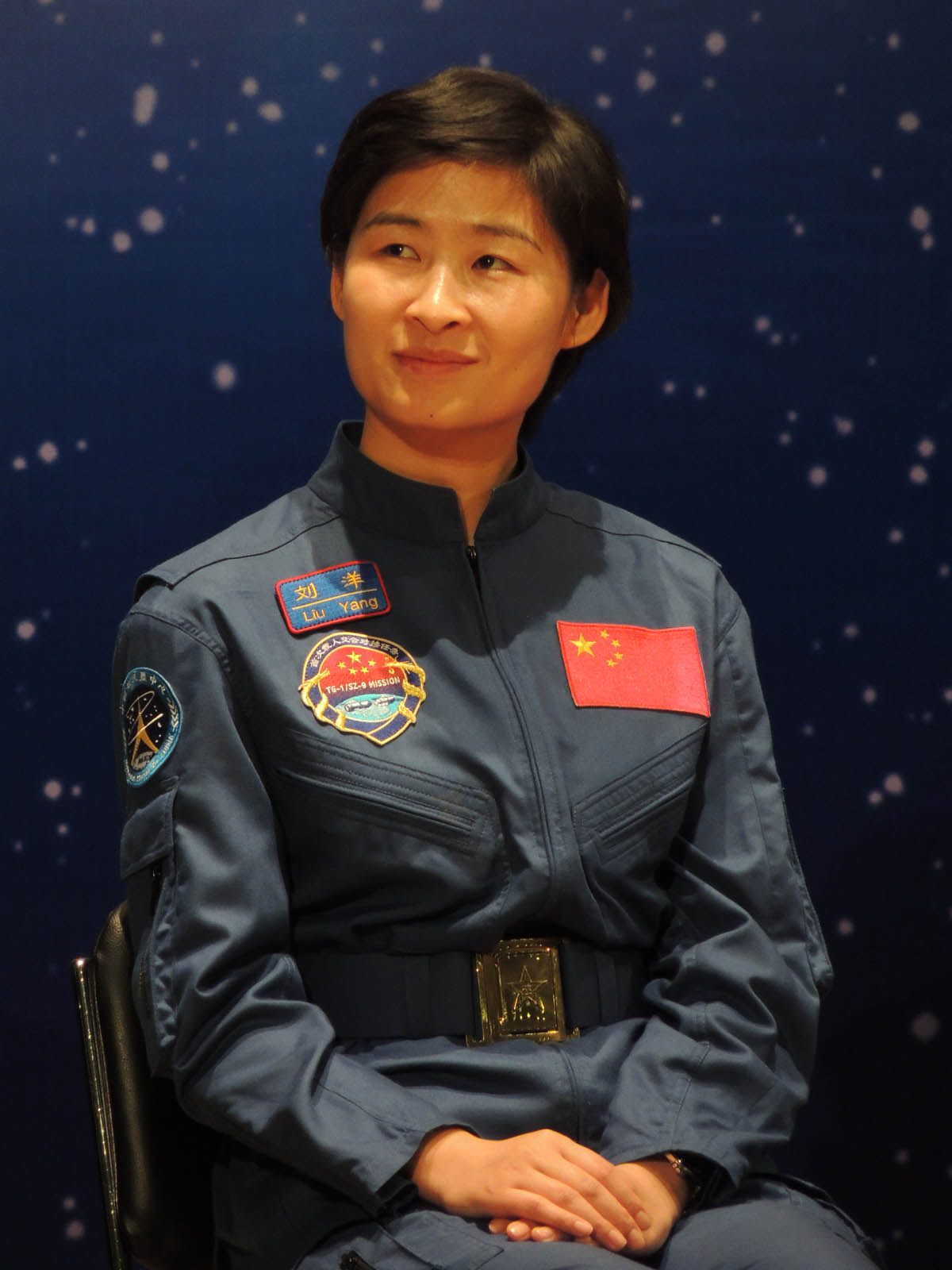
刘洋于2012年成为中国首位进入太空的女航天员

在完成首次出舱活动后，空间交会对接成为中国载人航天工程的下一个待突破的目标关键技术。2011年9月29日，长征二号F/T1运载火箭将天宫一号目标飞行器发射至预定轨道以验证中国的空间交会对接技术。11月1日，长征二号F遥八火箭将神舟八号无人飞船送入预定轨道。11月3日凌晨，神舟八号与此前发射升空入轨的天宫一号以自动模式成功实现中国首次空间交会对接。
2012年6月16日，神舟九号飞船搭载航天员景海鹏、刘旺和刘洋发射升空，刘洋成为首位进入太空的中国女性航天员与首位执行任务的第二批航天员成员。6月18日，航天员景海鹏、刘旺、刘洋在成功进行自动交会对接后进入天宫一号，中国航天员首次访问在轨飞行器获得圆满成功。6月24日，航天员刘旺操控分离后的神舟九号与天宫一号成功实施中国首次手控交会对接。自动和手控交会对接的先后完成标志着中国成为世界上第三个独立完全掌握空间交会对接技术的国家。
2013年6月11日，神舟十号载人飞船发射升空并与天宫一号对接，三名航天员聂海胜、张晓光、王亚平进入空间站。在15天的飞行任务中，三名航天员进行了首次太空授课、第二次手控交会对接和首次绕飞交会试验。
2013年6月26日，时任载人航天工程办公室主任王兆耀在新闻发布会上宣布，随着天宫一号目标飞行器和神舟八号、神舟九号、神舟十号飞船任务的顺利完成，预定任务目标全部实现，中国载人航天工程第二步第一阶段任务完美收官。

#### 空间实验室

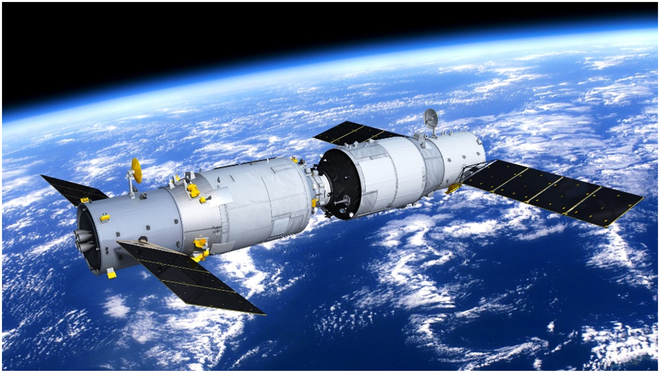
天舟一号货运飞船（左）与天宫二号空间实验室（右）的组合体模拟图

随着上一阶段的完成，中国载人航天工程开始进入空间站工程实施。在中共中央总书记胡锦涛于2010年9月25日主持召开的中共中央政治局常委会会议所批准的《载人空间站工程实施方案》中，载人空间站工程的任务目标是在2016年前后，研制并发射8吨级空间实验室，突破和掌握航天员中期驻留、再生式生命保障以及货运飞船补加等空间站关键技术，开展一定规模的空间应用；在2020年前后，研制并发射基本模块为20吨级舱段组合的空间站，突破和掌握近地空间站组合体的建造和运营技术、近地空间长期载人飞行技术，开展较大规模的空间应用，为经济社会发展提供先进的空间技术平台。
2016年6月25日，中国载人航天工程为发射货运飞船而全新研制的长征七号运载火箭在海南文昌航天发射场首飞成功，拉开第二步第二阶段序幕。
9月15日，长征二号F/T2运载火箭成功发射天宫二号空间实验室，这是中国首个正式的空间实验室平台和面向中期驻留的大型航天器，具备太空补加功能，可开展大规模科学实验，配套设备数量和安装复杂度均创造了历次载人航天器任务之最。
10月17日至11月18日间，航天员景海鹏、陈冬执行神舟十一号任务并进驻天宫二号空间实验室。两人从进驻到撤离共在轨驻留30天，进行了30多项在轨实验操作，刷新了中国载人航天的记录。
作为空间实验室阶段的收官之战，天舟一号货运飞船于2017年4月20日搭乘长征七号遥二运载火箭升空并与天宫二号完成自动交会对接。4月27日，天舟一号与天宫二号成功完成首次推进剂在轨补加试验，标志着中国突破和掌握推进剂在轨补加技术，为空间站的组装建造和长期运营扫清了能源供给上的障碍，也标志着中国载人航天工程第二步的完成。

### 第三步

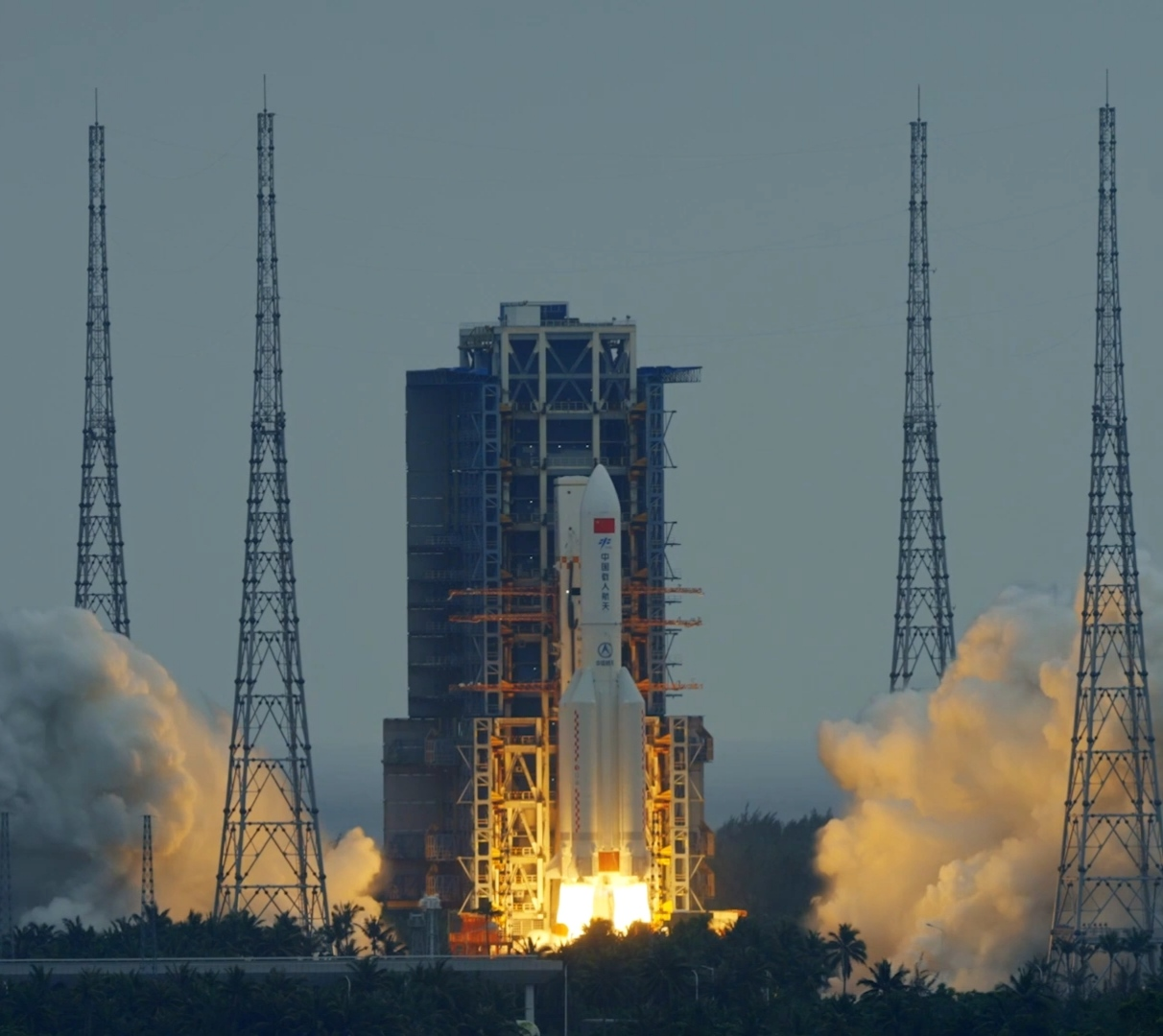
2021年4月29日长征五号B运载火箭成功发射天和核心舱

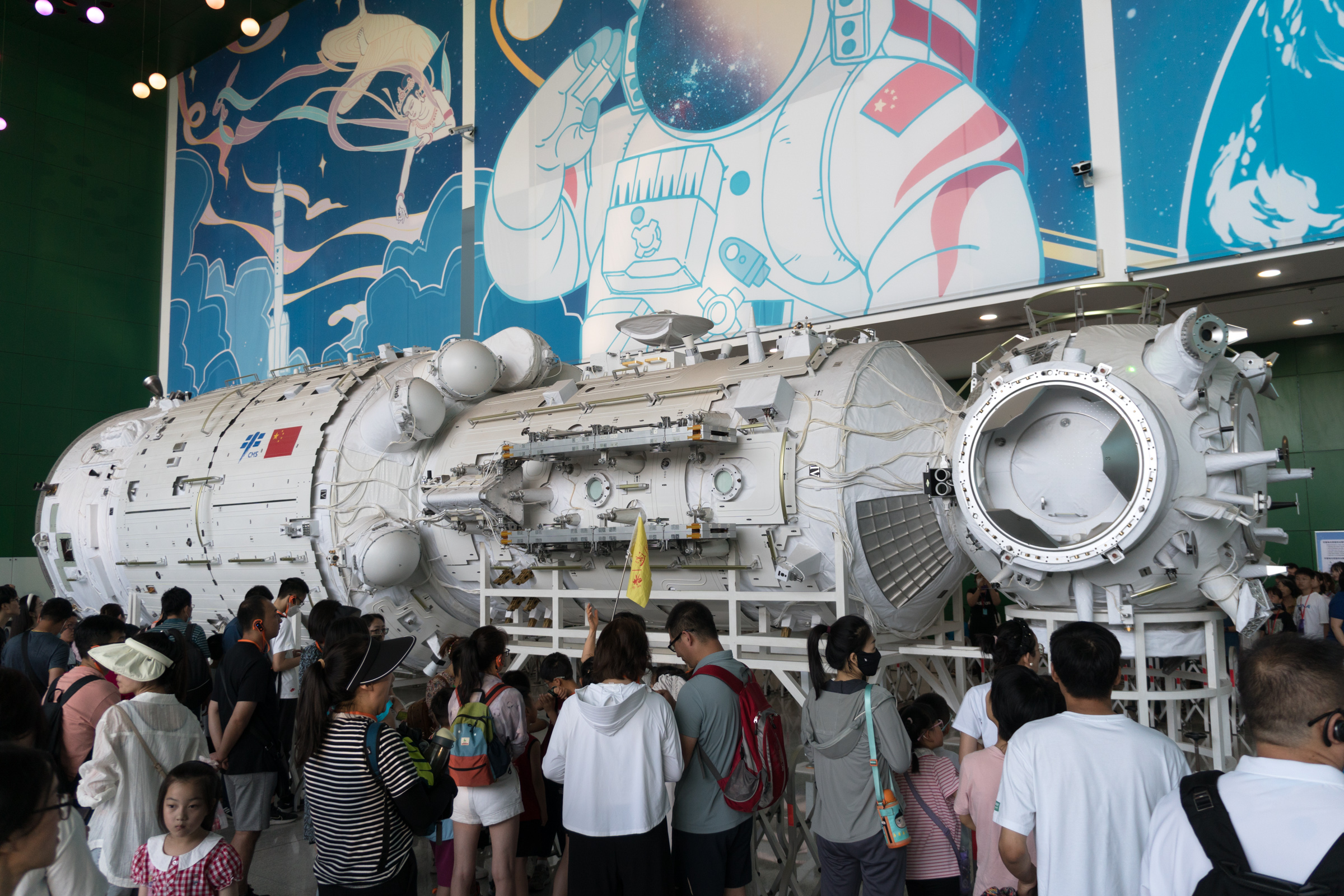
由结构件实物改造而成的天和核心舱等比例模型

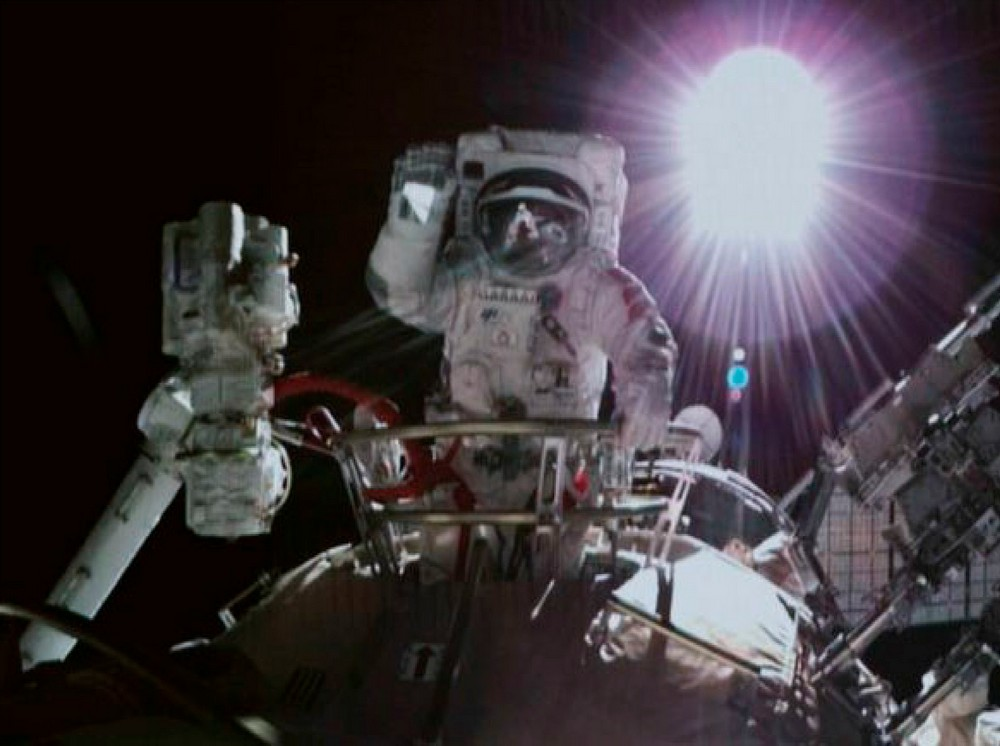
航天员翟志刚在天和核心舱上进行出舱活动

从2020年开始，中国实行了多次无人与载人飞行任务以完成天宫空间站的建造。
空间站建造任务分为关键技术验证和建造两个阶段实施，共规划12次飞行任务，于2022年底完成。两个阶段任务的主要目的分别为：
1. 关键技术验证阶段：验证航天员长期在轨驻留、再生生保、空间物资补给、出舱活动、柔性太阳电池翼、机械臂、大型柔性组合体控制、在轨维修和舱外操作等关键技术，开展空间科学实验和技术试验，为空间站建造和运营奠定基础。
2. 建造阶段：全面完成以三舱为基本构型的空间站在轨组装建造，將国家太空实验室落成並運行。

#### 空间站关键技术验证阶段
2020年5月5日18时00分，为中国载人空间站工程研制的长征五号B运载火箭搭载新一代载人飞船试验船和柔性充气式货物返回舱试验舱，在中国文昌航天发射场首飞升空并将载荷组合体送入预定轨道。长征五号B运载火箭突破了大推力直接入轨、20.5米整流罩分离、大直径舱箭连接分离等关键技术，是当时中国唯一能将天宫空间站舱段发射入轨的运载工具。试验发射任务的成功全面验证了火箭设计方案的正确性，中国载人航天工程“第三步”随之开启。
2021年4月29日11时23分，搭载空间站天和核心舱的长征五号B遥二运载火箭在文昌航天发射场点火升空，约494秒后，天和核心舱与火箭成功分离，进入预定轨道，12时36分，太阳能帆板两翼顺利展开且工作正常，发射任务取得成功，中国空间站在轨组装建造全面展开。天和核心舱全长16.6米，最大直径4.2米，重22.5吨，是当时中国所制造和发射的最大最重的航天器。核心舱是空间站的管理和控制中心，负责空间站组合体的统一管理和控制，为空间站提供指导、导航和方向控制，还为空间站提供动力、推进和生命支持系统。生活方面，核心舱密封舱内部具有3倍于天宫二号空间实验室的航天员活动空间，配备3个独立的卧室和1个卫生间，保证航天员日常生活起居，并配置了再生式生命保障系统，可实现航天员在轨长期驻留。
5月29日20时55分，天舟二号货运飞船成功发射并与天和核心舱完成自主快速交会对接。该任务是中国空间站货物运输系统的首次应用性飞行任务，其运送的物资包括160多件包裹，两件分别重达100多公斤的航天员舱外服，还有3吨推进剂，为核心舱迎接首批航天员进驻提供了充分物资保障。
6月17日9时22分，长征二号F遥十二运载火箭在酒泉卫星发射中心成功发射神舟十二号载人飞船，后者于约6.5小时后与天和核心舱完成自主快速交会对接。航天员聂海胜、刘伯明、汤洪波先后进入天和核心舱，中国人首次进入自己的空间站。
7月4日8时11分至14点57分之间，神舟十二号乘组中的刘伯明、汤洪波完成了中国空间站建造阶段航天员的首次出舱活动，总时长6小时46分钟，大幅刷新了2008年神舟七号约20分钟的出舱活动记录。
2021年9月16日，神舟十二号乘组撤离空间站天和核心舱进入载人飞船。飞船于当日8时56分与核心舱分离，随后与空间站组合体完成绕飞及径向交会试验，成功验证了径向交会技术。9月17日13时34分，神舟十二号载人飞船返回舱安全降落在东风着陆场预定区域，空间站阶段的首次载人飞行任务取得圆满成功，这也是东风着陆场首次执行载人飞船搜索回收任务。
2021年9月20日15时10分，中国成功发射天舟三号货运飞船并与天和核心舱完成对接。
2021年10月16日0时23分，长征二号F遥十三运载火箭从酒泉卫星发射中心发射并顺利将神舟十三号载人飞船送入预定轨道，开始空间站关键技术验证阶段的最后一次任务。在飞船与核心舱进行径向对接后，三名航天员翟志刚、王亚平、叶光富于同日9时58分进驻天和核心舱，开始中国的首次长期空间站驻留，时长约为六个月。
11月7日18时51分至11月8日1时16分之间，神舟十三号乘组中的翟志刚和王亚平成功进行了该乘组的首次舱外活动，完成了机械臂悬挂装置与转接件安装、舱外典型动作测试等任务，其中王亚平成为中国首位完成出舱活动的女航天员。
2022年1月6日6时59分，天和核心舱机械臂捕获天舟二号货运飞船并成功完成空间站机械臂转位货运飞船试验。1月8日7时55分，神舟十三号航天员乘组手控遥操作天舟二号完成与空间站组合体交会对接试验。3月27日15时59分，天舟二号撤离空间站核心舱组合体。2022年3月31日18时40分，天舟二号货运飞船受控再入大气层。飞船绝大部分器件在再入过程中被烧毁，少量残骸落入南太平洋预定安全海域。
2022年4月16日09时56分，神舟十三号乘组安全返回地球，任务取得圆满成功。神舟十三号总任务时长达到182天9小时，创造了中国航天员连续在轨飞行时间的最长纪录，也标志着空间站关键技术验证阶段顺利结束。

#### 空间站建造阶段

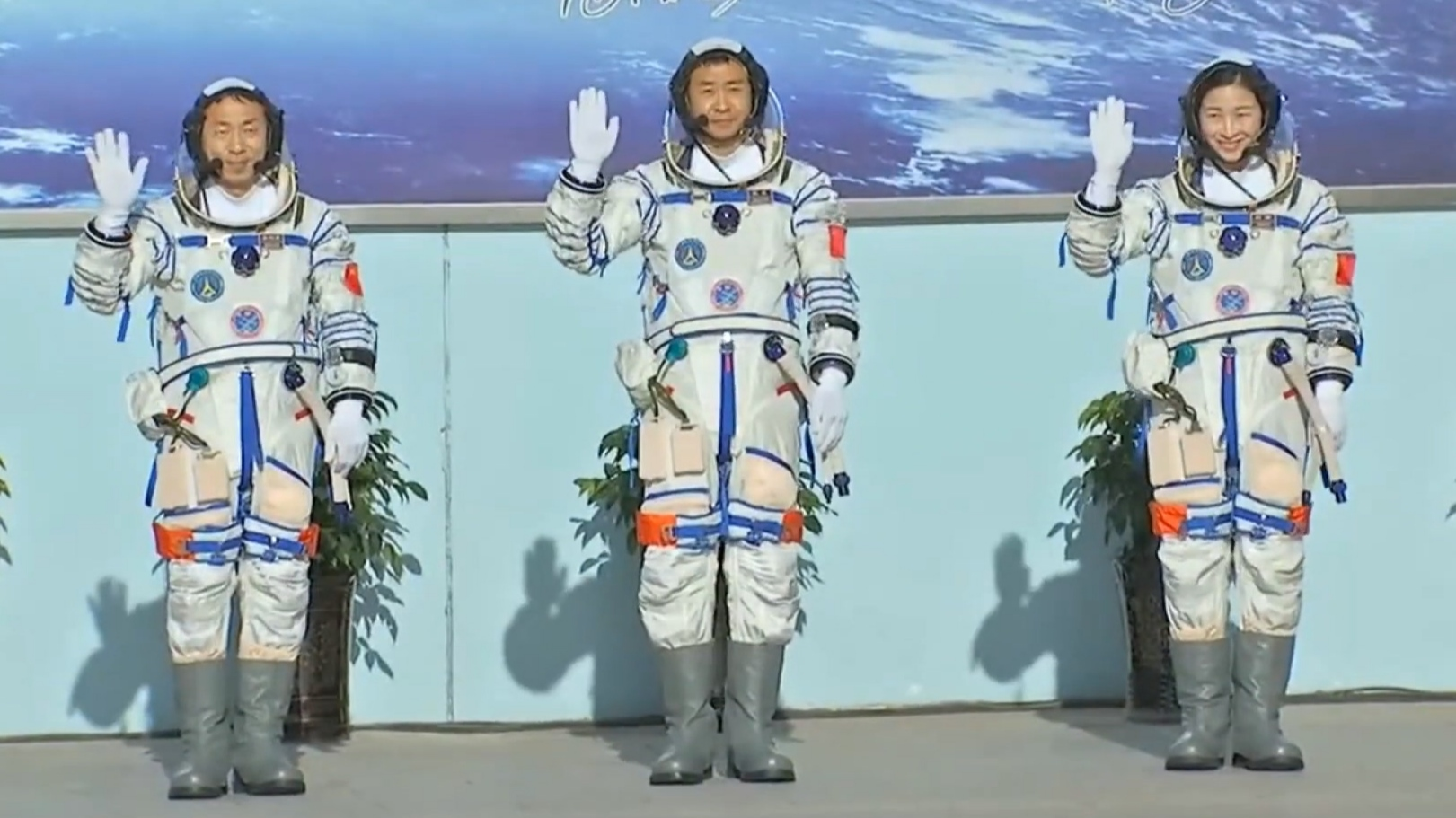
神舟十四号为空间站建造阶段的首次载人飞行任务，由左至右依次为蔡旭哲、陈冬、刘洋

根据中国载人航天工程办公室公布的计划，空间站建造阶段规划了6次任务，全部在2022年完成。其中5月发射天舟四号货运飞船，6月发射神舟十四号载人飞船，7月发射空间站问天实验舱，10月发射梦天实验舱，随后发射天舟五号货运飞船和神舟十五号载人飞船。
2022年5月10日01时56分，长征七号遥五运载火箭成功将天舟四号货运飞船货运飞船发射升空，飞船随后与空间站完成自主交会对接，中国空间站在轨建造阶段正式开始。
2022年6月5日10时44分，航天员陈冬、刘洋、蔡旭哲搭乘神舟十四号经由长征二号F遥十四运载火箭成功发射升空，展开空间站建造阶段首次载人飞行任务。根据计划，神舟十四号任务持续时长约为六个月，乘组在任务期间将迎接并进驻问天实验舱和梦天实验舱，共计划实施5次交会对接、3次分离撤离、2次转位、2至3次出舱。

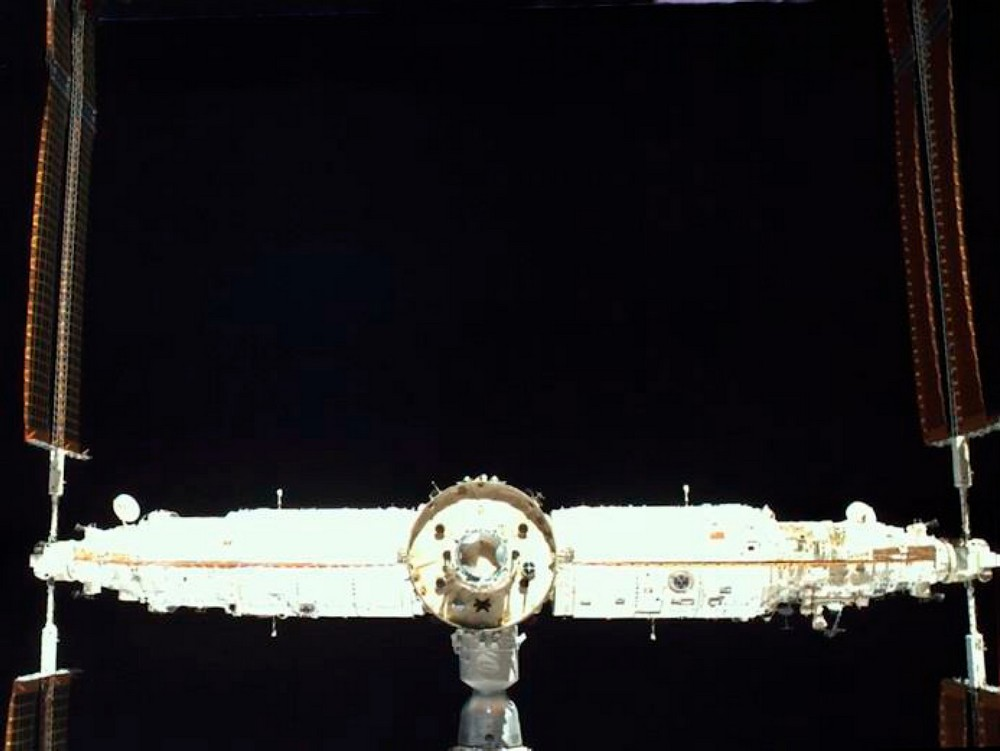
完成三舱组合建造的中国空间站

2022年7月24日14时22分，长征五号B遥三运载火箭在文昌航天发射场点火发射，成功将中国空间站的首个科学实验舱、重23吨的问天实验舱送入预定轨道。次日3时13分，问天实验舱在经历了约13小时的交会对接过程后成功对接于天和核心舱前向端口，实现中国首次20吨级航天器的在轨交会对接。10时03分，神舟十四号乘组成功开启问天实验舱舱门，顺利进入问天实验舱。9月2日，神舟十四号乘组成员陈冬、刘洋成功完成问天实验舱气闸舱的首次出舱活动。9月30日12时44分，经过约1小时的天地协同，问天实验舱利用转位机构成功完成转位并移动至天和核心舱的第四象限方位，这是中国首次完成在轨大体量舱段转位操作，也是世界首次以平面式转位方案完成航天器的转位动作。
在问天实验舱完成转位的一个月后，中国空间站的第三个舱段及第二个科学实验舱梦天实验舱于2022年10月31日由长征五号B遥四运载火箭成功发射。梦天实验舱在发射的后约13小时与天和核心舱完成对接，之后于11月3日完成转位并实现航天员进驻。至此，中国空间站三舱“T”字基本构型在轨组装完成。
2022年11月12日10时03分，天舟五号货运飞船搭乘长征七号遥六运载火箭发射升空，于12时10分完成与空间站组合体的对接。此次交会对接从发射到完成仅用时2小时07分，创造了航天器与在轨运行空间站交会对接的最短时间世界记录。

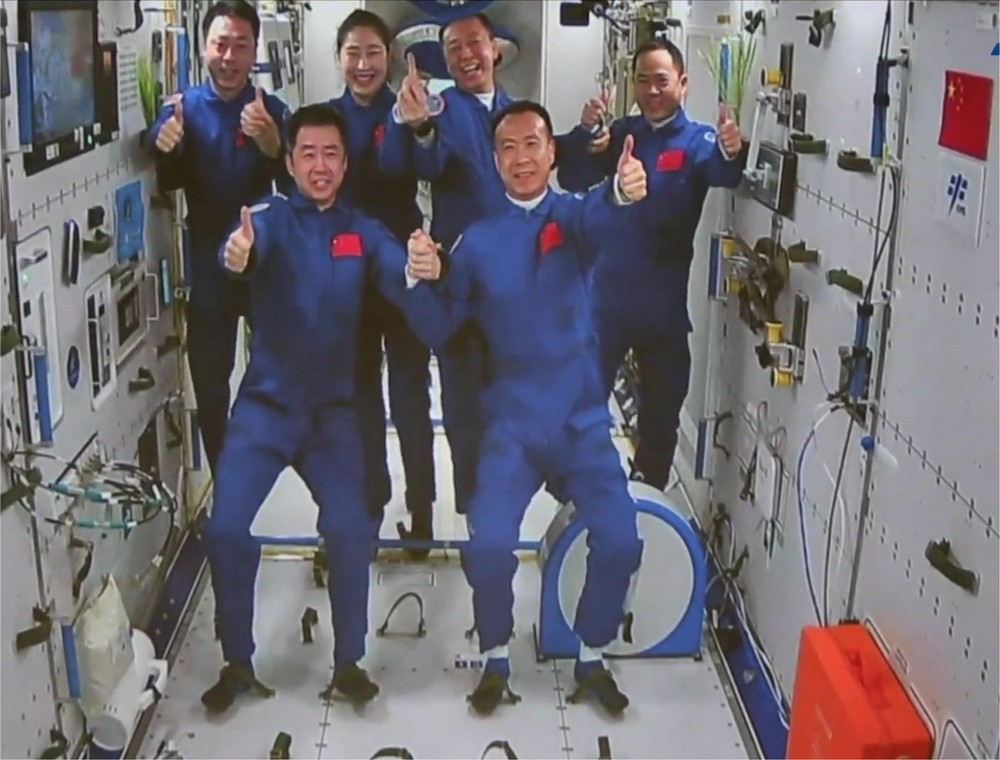
神舟十四与十五号乘组在中国空间站上完成中国首次“太空会师”

空间站建造阶段的最后一次任务神舟十五号于2022年11月29日23时08分执行，由费俊龙担任指令长，带领仅剩的两名之前尚未执行过任务的现役航天员邓清明与张陆前往中国空间站，其中邓清明此时距离加入航天员队伍已有24年。11月30日7时33分，在完成了神舟十五号与中国空间站的自主快速交会对接后，神舟十五号乘组进入中国空间站，与等待的神舟十四号乘组完成了中国的首次“太空会师”，中国空间站首次达到最大承载人数6人。12月2日晚，神舟十四、神舟十五号航天员乘组进行交接仪式，这是中国航天员完成首次在轨交接，随后神舟十四号乘组于12月4日安全返回地球，神舟十五号乘组继续在轨工作，中国空间站正式开启长期有人驻留模式。

### 空间站应用与发展阶段
随着2022年底的中国空间站的建成与“三步走”目标的完成，中国载人航天工程全面进入为期10年以上的应用与发展阶段。
2023年5月30日9时31分，空间站应用与发展阶段的首次载人飞行任务随着神舟十六号的成功发射顺利开启。在这次任务中首次出现了航天飞行工程师与载荷专家的全新航天员类型，其中航天飞行工程师朱杨柱为首位非飞行员出身的中国人民解放军航天员大队成员，而来自北京航空航天大学的载荷专家桂海潮则成为了中国首位非军人出身的平民航天员。
2024年12月17日，神舟十九号乘组的蔡旭哲与宋令东在该任务的首次出舱活动中以9小时06分的时长刷新了人类航天员单次出舱活动时长的世界纪录。

## 任务列表
任务类型：

### 已实施任务
| 任务序号                            | 任务名称      | 运载火箭        | 发射时间 （UTC+8）              | 发射地点         | 着陆/再入时间 （UTC+8）     | 着陆/再入地点  | 载人任务时长    | 航天员               | 结果     | 备注 |
| ----------------------------------- | ------------- | --------------- | ------------------------------- | ---------------- | --------------------------- | -------------- | --------------- | -------------------- | -------- | --- |
| ↓ 第一步 ↓                          |               |                 |                                 |                  |                             |                |                 |                      |          | |
| 1                                   | 神舟一号      | 长征二号F遥一   | 1999年11月20日 06时30分03.500秒 | 酒泉卫星发射中心 | 1999年11月21日 03时41分     | 四子王旗着陆场 | —               | （无人）             | 成功     | 神舟载人飞船的首次试验飞行，由地面试验的电性能船改装而成，成功实现天地往返。此次任务同时也是长征二号F运载火箭的首次试验飞行，发射场、测控通信等在内的其它关键系统也接受了初步考核。 |
| 2                                   | 神舟二号      | 长征二号F遥二   | 2001年1月10日 01时00分03.561秒  | 酒泉卫星发射中心 | 2001年1月16日 19时22分      | 四子王旗着陆场 | —               | （无人）             | 部分成功 | 第一艘正样无人飞船，飞行试验的主要目的是对工程各系统从发射到运行、返回、留轨的全过程进行考核。遙控降落成功，但沒有開傘。                                                            |
| 3                                   | 神舟三号      | 长征二号F遥三   | 2002年3月25日 22时15分03.544秒  | 酒泉卫星发射中心 | 2002年4月1日 16时51分       | 四子王旗着陆场 | —               | （搭载模拟人）       | 成功     | 第二艘正样无人飞船，主要目的是考核火箭逃逸功能、控制系统冗余、飞船应急救生、自主应急返回、人工控制等功能，这次任务载有模拟航天员。                                                  |
| 4                                   | 神舟四号      | 长征二号F遥四   | 2002年12月30日 00时40分03.543秒 | 酒泉卫星发射中心 | 2003年1月5日 19时16分       | 四子王旗着陆场 | —               | （搭载模拟人）       | 成功     | 第三艘正样无人飞船，载人航天的最后一次预演，主要目的是确保航天员绝对安全，进一步完善和考核火箭、飞船、测控系统的可靠性。                                                            |
| 5                                   | 神舟五号      | 长征二号F遥五   | 2003年10月15日 09时00分03.497秒 | 酒泉卫星发射中心 | 2003年10月16日 06时22分48秒 | 四子王旗着陆场 | 21小时22分      | 杨利伟               | 成功     | 首次载人飞行，成功围绕地球十四圈，使中国成为继苏联/俄罗斯、美国之后的第三个拥有独立载人航天技术的国家。                                                                             |
| 6                                   | 神舟六号      | 长征二号F遥六   | 2005年10月12日 09时00分03.583秒 | 酒泉卫星发射中心 | 2005年10月17日 04时33分     | 四子王旗着陆场 | 4天19小时       | 费俊龙 聂海胜        | 成功     | 首次搭载二人，进行多人多天的航天飞行。 |
| ↓ 第二步（第一阶段） ↓              |               |                 |                                 |                  |                             |                |                 |                      |          | |
| 7                                   | 神舟七号      | 长征二号F遥七   | 2008年9月25日 21时10分04.988秒  | 酒泉卫星发射中心 | 2008年9月28日 17时38分      | 四子王旗着陆场 | 2天20小时       | 翟志刚 刘伯明 景海鹏 | 成功     | 首次搭载三人，成功完成出舱活动（又称太空行走）。 |
| 8                                   | 天宫一号      | 长征二号F/T1    | 2011年9月29日 21时16分          | 酒泉卫星发射中心 | 2018年4月2日 8时15分        | 南太平洋       | —               | （无人）             | 成功     | 作为目标飞行器验证中国的空间交会对接技术。 |
| 9                                   | 神舟八号      | 长征二号F遥八   | 2011年11月1日 05时58分10.430秒  | 酒泉卫星发射中心 | 2011年11月17日 19时32分30秒 | 四子王旗着陆场 | —               | （无人）             | 成功     | 第五艘无人飞船，完成中国首次空间交会对接（自动）。 |
| 10                                  | 神舟九号      | 长征二号F遥九   | 2012年6月16日 18时37分24.558秒  | 酒泉卫星发射中心 | 2012年6月29日 10时03分      | 四子王旗着陆场 | 12天15小时      | 景海鹏 刘旺 刘洋     | 成功     | 搭载三人，首次搭载女航天员，手动与天宫一号交会对接，中国人首次进入自己的空间站，进驻进行空间实验。                                                                                  |
| 11                                  | 神舟十号      | 长征二号F遥十   | 2013年6月11日 17时38分02.666秒  | 酒泉卫星发射中心 | 2013年6月26日 08时07分      | 四子王旗着陆场 | 14天14小时      | 聂海胜 张晓光 王亚平 | 成功     | 搭载三人，第二次搭载女航天员，第二次手动与天宫一号交会对接，进驻进行空间实验，进行首次太空授课。                                                                                    |
| ↓ 第二步（第二阶段） ↓              |               |                 |                                 |                  |                             |                |                 |                      |          | |
| 12                                  | 长征七号首飞  | 长征七号遥一    | 2016年6月25日 20时00分          | 文昌航天发射场   | 2016年6月26日 15时41分      | 东风着陆场     | —               | （无人）             | 成功     | 长征七号运载火箭试验飞行，搭载多用途飞船缩比返回舱。文昌航天发射场首次发射任务。 |
| 13                                  | 天宫二号      | 长征二号F/T2    | 2016年9月15日 22时04分          | 酒泉卫星发射中心 | 2019年7月19日 21时06分      | 南太平洋       | —               | （无人）             | 成功     | 中国首个正式的空间实验室平台和面向中期驻留的大型航天器。 |
| 14                                  | 神舟十一号    | 长征二号F遥十一 | 2016年10月17日 07时30分         | 酒泉卫星发射中心 | 2016年11月18日 13時59分     | 四子王旗着陆场 | 32天6小时       | 景海鹏 陈冬          | 成功     | 搭载两人进入天宫二号，驻留约30天。 |
| 15                                  | 天舟一号      | 长征七号遥二    | 2017年4月20日 19时41分          | 文昌航天发射场   | 2017年9月22日 18时          | 南太平洋       | —               | （无人）             | 成功     | 天舟货运飞船首飞，完成首次推进剂在轨补加试验。 |
| ↓ 第三步（空间站关键技术验证阶段）↓ |               |                 |                                 |                  |                             |                |                 |                      |          | |
| 16                                  | 长征五号B首飞 | 长征五号B遥一   | 2020年5月5日 18时00分           | 文昌航天发射场   | 2020年5月8日 13时49分       | 东风着陆场     | —               | （无人）             | 成功     | 长征五号B运载火箭试验飞行，搭载新一代载人飞船试验船。 |
| 17                                  | 天和核心舱    | 长征五号B遥二   | 2021年4月29日 11时23分          | 文昌航天发射场   | —                           | —              | —               | （无人）             | 成功     | 中国空间站的首个舱段，在轨组装建造全面展开。 |
| 18                                  | 天舟二号      | 长征七号遥三    | 2021年5月29日 20时55分          | 文昌航天发射场   | 2022年3月31日 18时40分      | 南太平洋       | —               | （无人）             | 成功     | 中国空间站的首次货运补给任务，并参与机械臂转位和遥操作交会对接试验等技术验证工作。                                                                                                  |
| 19                                  | 神舟十二号    | 长征二号F遥十二 | 2021年6月17日 9时22分           | 酒泉卫星发射中心 | 2021年9月17日 13时34分      | 东风着陆场     | 92天4小时       | 聂海胜 刘伯明 汤洪波 | 成功     | 空间站关键技术验证阶段的首次载人飞行任务，共驻留三个月，期间进行两次舱外活动。 |
| 20                                  | 天舟三号      | 长征七号遥四    | 2021年9月20日 15时10分          | 文昌航天发射场   | 2022年7月27日 11时31分      | 南太平洋       | —               | （无人）             | 成功     | 中国空间站的第二次货运补给任务。 |
| 21                                  | 神舟十三号    | 长征二号F遥十三 | 2021年10月16日 0时23分          | 酒泉卫星发射中心 | 2022年4月16日 9时56分       | 东风着陆场     | 182天9小时32分  | 翟志刚 王亚平 叶光富 | 成功     | 空间站关键技术验证阶段最后一次任务，驻留长达六个月，实现首次長期駐留，完成中国首次女航天员出舱活动。                                                                                |
| ↓ 第三步（空间站建造阶段）↓         |               |                 |                                 |                  |                             |                |                 |                      |          | |
| 22                                  | 天舟四号      | 长征七号遥五    | 2022年5月10日 1时56分37.376秒   | 文昌航天发射场   | 2022年11月15日 7时21分      | 南太平洋       | —               | （无人）             | 成功     | 中国空间站的第三次货运补给任务。 |
| 23                                  | 神舟十四号    | 长征二号F遥十四 | 2022年6月5日 10时44分10.460秒   | 酒泉卫星发射中心 | 2022年12月4日 20时09分      | 东风着陆场     | 182天9小时24分  | 陈冬 刘洋 蔡旭哲     | 成功     | 空间站建造阶段的首次载人飞行任务，与神舟十五号乘组完成中国首次太空交接。 |
| 24                                  | 问天实验舱    | 长征五号B遥三   | 2022年7月24日 14时22分32.057秒  | 文昌航天发射场   | —                           | —              | —               | （无人）             | 成功     | 空间站实验舱之一，先对接于核心舱前向对接口，后转位至第四象限侧向停泊口。 |
| 25                                  | 梦天实验舱    | 长征五号B遥四   | 2022年10月31日 15时37分23.191秒 | 文昌航天发射场   | —                           | —              | —               | （无人）             | 成功     | 空间站实验舱之二，先对接于核心舱前向对接口，后转位至第二象限侧向停泊口。 |
| 26                                  | 天舟五号      | 长征七号遥六    | 2022年11月12日 10时03分12.374秒 | 文昌航天发射场   | 2023年9月12日 9时13分       | 南太平洋       | —               | （无人）             | 成功     | 中国空间站的第四次货运补给任务，创造航天器与在轨运行空间站交会对接的最短时间世界记录（2小时07分）。                                                                                 |
| 27                                  | 神舟十五号    | 长征二号F遥十五 | 2022年11月29日 23时08分17.457秒 | 酒泉卫星发射中心 | 2023年6月4日 6时33分        | 东风着陆场     | 186天7小时24分  | 费俊龙 邓清明 张陆   | 成功     | 空间站建造阶段的第二次载人飞行任务，与神舟十四号乘组完成中国首次太空交接。 |
| ↓ （空间站应用与发展阶段）↓         |               |                 |                                 |                  |                             |                |                 |                      |          | |
| 28                                  | 天舟六号      | 长征七号遥七    | 2023年5月10日 21时22分51.405秒  | 文昌航天发射场   | 2024年1月19日 20时37分      | 南太平洋       | —               | （无人）             | 成功     | 货运飞船上行物资量增加并降低发射频次，从一年两艘减少至两年三艘。 |
| 29                                  | 神舟十六号    | 长征二号F遥十六 | 2023年5月30日 09时31分13.480秒  | 酒泉卫星发射中心 | 2023年10月31日 08时11分     | 东风着陆场     | 153天22小时40分 | 景海鹏 朱杨柱 桂海潮 | 成功     | 空间站应用与发展阶段首次载人飞行任务，首次有第三批航天员参与任务。 |
| 30                                  | 神舟十七号    | 长征二号F遥十七 | 2023年10月26日 11时14分02.491秒 | 酒泉卫星发射中心 | 2024年4月30日 17时46分      | 东风着陆场     | 187天6小时32分  | 汤洪波 唐胜杰 江新林 | 成功     | |
| 31                                  | 天舟七号      | 长征七号遥八    | 2024年1月17日 22时27分30.728秒  | 文昌航天发射场   | 2024年11月17日 21时25分     | 南太平洋       | —               | （无人）             | 成功     | 首次采用三小时快速交会对接方案。 |
| 32                                  | 神舟十八号    | 长征二号F遥十八 | 2024年4月25日 20时59分00.479秒  | 酒泉卫星发射中心 | 2024年11月4日 01时24分      | 东风着陆场     | 192天4小时25分  | 叶光富 李聪 李广苏   | 成功     | 目前单次任务时长最高记录。 |
| 33                                  | 神舟十九号    | 长征二号F遥十九 | 2024年10月30日 04时27分34.469秒 | 酒泉卫星发射中心 | 2025年4月30日 13时08分      | 东风着陆场     | 182天8小时41分  | 蔡旭哲 宋令东 王浩泽 | 成功     | 创造航天员单次出舱活动时长的世界纪录（9小时06分）。 |
| 34                                  | 天舟八号      | 长征七号遥九    | 2024年11月15日 23时13分18.219秒 | 文昌航天发射场   | 2025年7月9日 06时42分       | 南太平洋       | —               | （无人）             | 成功     | |
| 35                                  | 神舟二十号    | 长征二号F遥二十 | 2025年4月24日 17时17分28秒      | 酒泉卫星发射中心 | 2025年10月                  | 东风着陆场     | 计划约180天     | 陈冬 陈中瑞 王杰     | 进行中   | |
| 36                                  | 天舟九号      | 长征七号遥十    | 2025年7月15日 05时34分          | 文昌航天发射场   | （待定）                    | 南太平洋       | —               | （无人）             | 进行中   | |

### 待实施任务
| 任务序号 | 任务名称     | 运载火箭          | 发射时间        | 发射地点         | 着陆/再入时间 | 着陆/再入地点 | 载人任务时长 | 航天员     | 状态 | 备注 |
| -------- | ------------ | ----------------- | --------------- | ---------------- | ------------- | ------------- | ------------ | ---------- | ---- | ---- |
| 37       | 神舟二十一号 | 长征二号F遥二十一 | 2025年 （计划） | 酒泉卫星发射中心 | （待定）      | 东风着陆场    | 计划约180天  | （待公布） | —    |      |

## 未来发展

### 中国载人月球探测工程

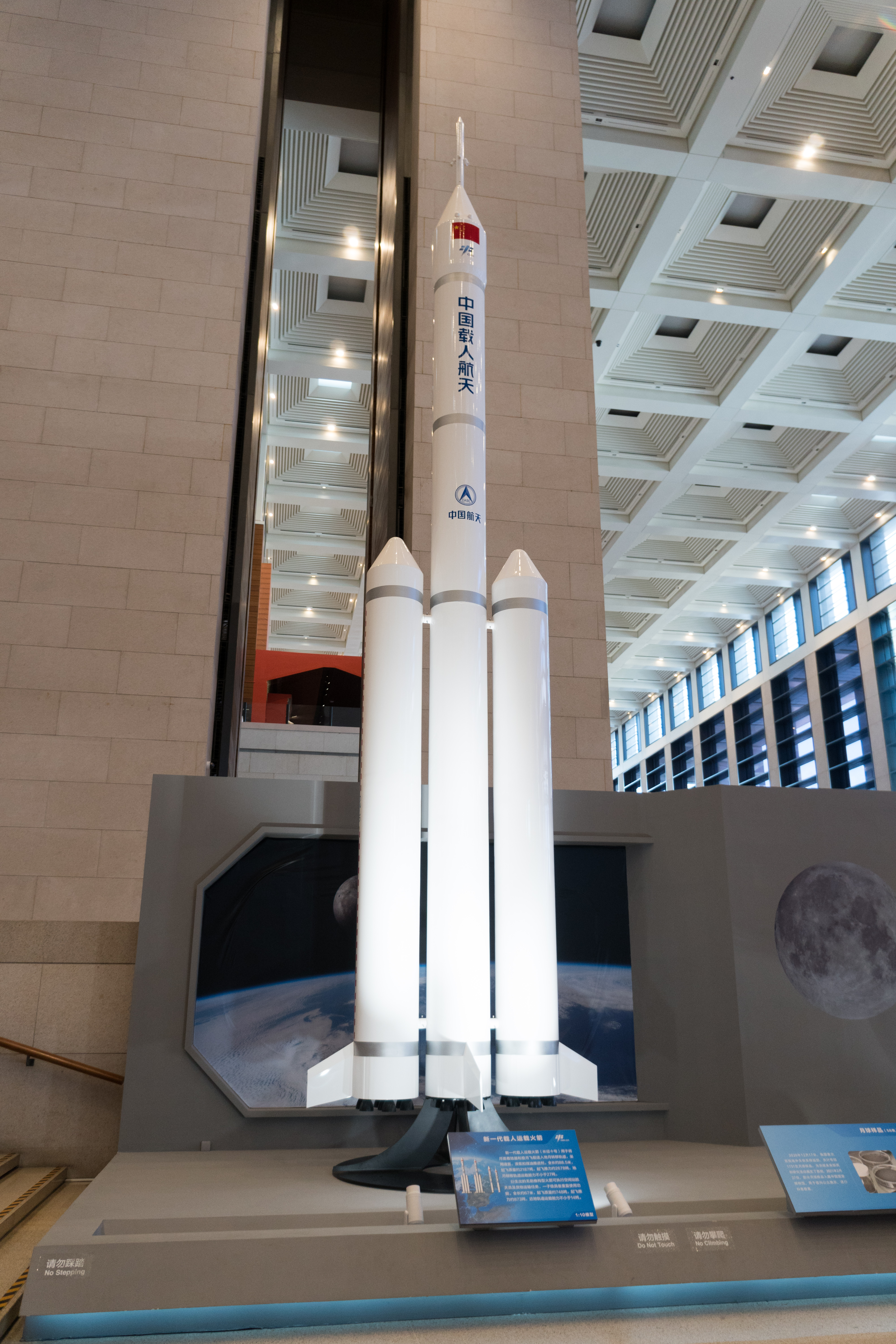
2023年中国国家博物馆内展出的长征十号运载火箭1:10模型

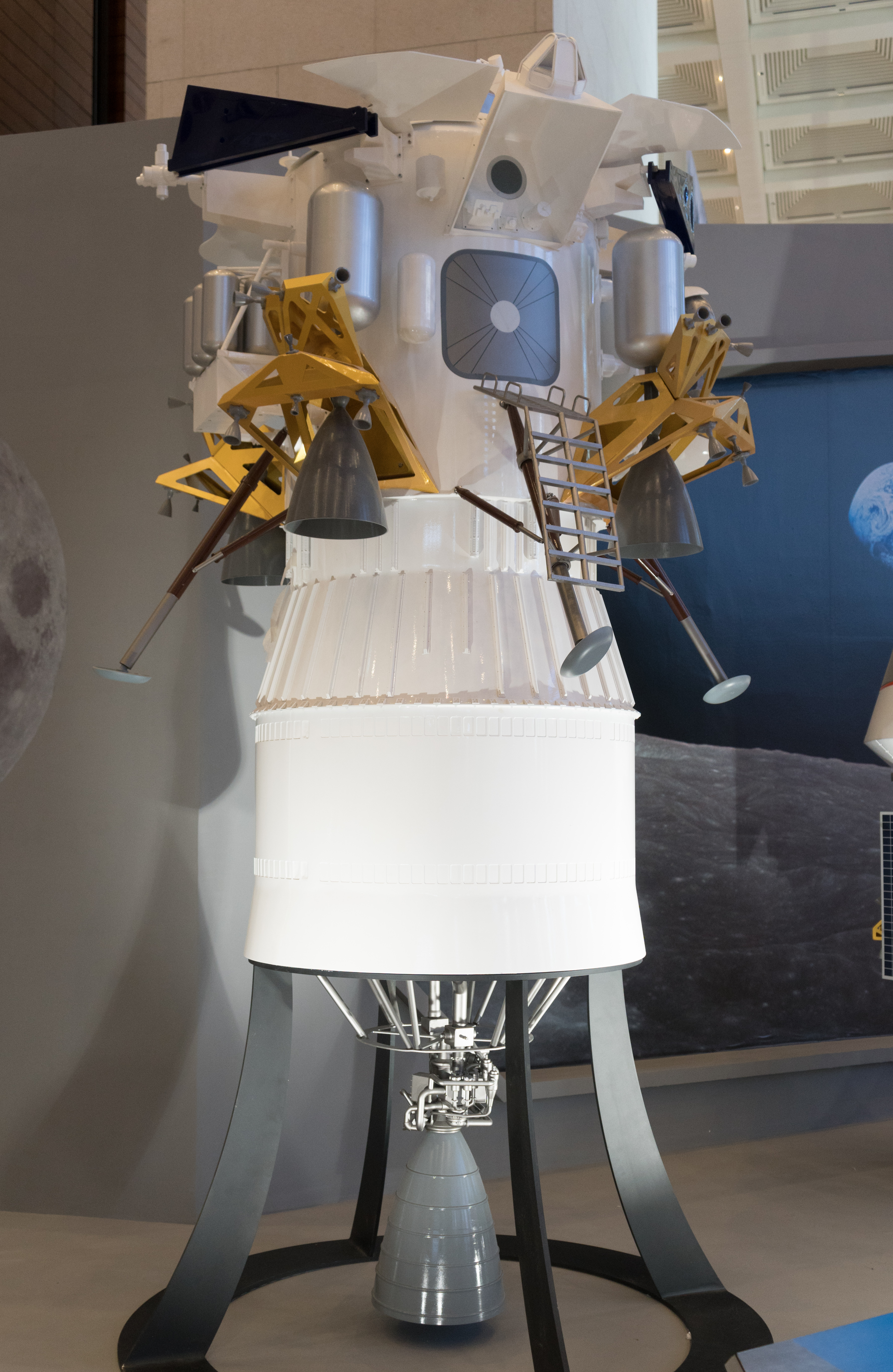
2023年中国国家博物馆内展出的中国载人月面着陆器模型

2023年5月29日，中国载人航天工程办公室在神舟十六号载人飞行任务的新闻发布会上宣布中国载人月球探测工程登月阶段任务已在近期启动实施，总的目标是：
- 2030年前实现中国人首次登陆月球
- 开展月球科学考察及相关技术试验
- 突破掌握载人地月往返、月面短期驻留、人机联合探测等关键技术
- 完成“登、巡、采、研、回”等多重任务，形成独立自主的载人月球探测能力

为了完成上述目标，中国载人航天工程办公室在前期关键技术攻关及方案论证的基础上，已全面启动部署研制建设工作，包括研制长征十号、梦舟载人飞船、揽月着陆器、望宇登月服、探索载人月球车等飞行产品，新建发射场相关测试发射设施设备等。

### 梦舟载人飞船

#### 多用途飞船缩比返回舱
多用途飞船缩比返回舱于2016年6月25日20时在海南文昌航天发射场由长征七号运载火箭发射，于6月26日15时41分在东风着陆场西南戈壁区安全着陆，在轨飞行时间约20小时。
多用途飞船缩比返回舱高约2.3米，最大外径2.6米，总质量约2600千克，主要用于获取返回舱飞行气动力和气动热数据，验证可拆卸防热结构设计、新型轻量化金属材料制造等关键技术，并开展黑障通信技术试验，表明新一代载人飞船前期研发工作已经启动。。

#### 新一代载人飞船试验船
新一代载人飞船试验船于2020年5月5日18时00分在海南文昌航天发射场由长征五号B运载火箭发射，于5月8日13时49分在东风着陆场预定区域成功着陆，试验取得圆满成功。

#### 梦舟载人飞船
梦舟载人飞船的目标是成为同时满足中国近地空间站运营、载人月球探测等任务的新一代天地往返运输飞行器。和神舟飞船相比，梦舟载人飞船的主要提升有：
- 新飞船可以一次运送6到7名航天员，超过神舟飞船承载能力一倍。
- 采用模块化设计，可根据不同的任务需求进行重新构造。
- 采用国际上推力最大的单组元无毒发动机。
- 可实施自主变轨。
- 返回舱可重复使用。
- 使用三个降落伞组成的群伞着陆。
- 将缓冲发动机换成了大载重着陆气囊。

### 长征十号
长征十号（又名“新一代载人运载火箭”）是中国载人航天工程为发射新一代载人飞船而全新研制的一型高可靠、高安全的载人运载火箭，其近地轨道运力达70吨，奔月轨道运力达25吨。
长征十号载人运载火箭未来将取代现有的长征二号F运载火箭以将中国航天员送入近地轨道，其额外的设计运力将用于完成中国未来的载人登月任务。

### 载人火星任务
根据2025年国家航天局探月与航天工程中心在联合国外空司会议的演讲，中国预计在2040年代开展载人火星任务。

## 国际合作

### 联合国
2016年3月，中国载人航天工程办公室与联合国外空司签订了围绕中国空间站应用开展合作的《框架协议》和《出资协议》，通过向外空司提供资金和中国空间站设施资源，为各成员国的专家团队提供利用中国空间站开展空间科学实验与应用的机会。
2018年5月28日，中国载人航天工程办公室与联合国外空司向联合国各成员国正式发布了联合起草的《邀请在中国空间站上开展空间科学实验的第一轮合作机会公告》等合作文件，广泛征集合作项目，以进一步培育和促进载人航天国际合作，为世界各国创造更多利用中国空间站开展应用实验的机会并从中受益。2019年6月12日，第一批项目入选结果公布，共有来自17个国家、23个实体的9个项目成功入选。

### 欧洲空间局
2014年12月10日，中国载人航天工程办公室与欧洲空间局签署了《关于载人航天飞行活动的合作协定》，合作范围包括科学实验与研究、航天员选拔、训练、医学保障、飞行以及空间基础设施合作，中欧双方在载人航天领域的合作进入实质阶段。
2015年5月，中欧双方签署了《中国载人航天工程办公室与欧洲空间局关于在载人航天领域开展合作的长远目标和实施步骤》，明确了2015年至2017年为技术交流阶段，中欧双方参与对方的航天员训练活动。
2016年7月，中国航天员叶光富与来自另外四个国家的五名航天员一起参加了欧洲空间局组织进行的长达六天六夜的洞穴训练，这是中国航天员首次与他国航天员共同开展训练。
2017年4月，中国载人航天工程办公室和欧洲空间局开始联合征集首批中欧载人航天空间科学与应用合作项目。
2017年8月，中国航天员中心在山东省烟台市附近海域组织实施了为期17天的中欧航天员海上救生训练，共有16名中国航天员和2名欧洲航天员参加，是首次有外国航天员参与中国组织的大型训练任务。

### 意大利
2017年2月22日，在中国国家领导人习近平与意大利总统塞尔焦·马塔雷拉见证下，时任中国载人航天工程办公室主任王兆耀与意大利航天局局长罗伯特•巴蒂斯通签署了《中国载人航天工程办公室与意大利航天局围绕中国空间站开展载人航天活动合作的协定》。根据协定内容，双方后续将在空间科学实验研究、空间在轨设施、空间站支持与运营、实验载荷联合研制等方面推动开展载人航天交流与合作。

### 巴基斯坦
2019年4月27日，中国载人航天工程办公室与巴基斯坦空间与上层大气研究委员会签署了《中国载人航天工程办公室与巴基斯坦空间与上层大气研究委员会关于载人航天飞行活动的合作协定》，作为中巴两国在载人航天领域开展合作的顶层框架基础。根据《合作协定》，双方的潜在合作领域包括空间科学实验与技术试验、航天员选拔训练及飞行、载人航天科学应用与成果转化等三个方面。
2025年2月28日在巴基斯坦首都伊斯兰堡，雙方繼續签署《关于选拔、训练巴基斯坦航天员并参与中国空间站飞行任务的合作协议》，標誌著疫情後恢復的國際太空交流正式得以開始，從今後預計約1年間培育第一批外國種子隊員，並確認了未來首位巴籍航天員到訪天宮的短期飞行任务設定。